# Szent Lukács gyógyfürdő
A Szent Lukács gyógyfürdő (a köznyelvben: a Lukács) Budapest egyik legrégebbi gyógyfürdője.

## Fekvése
- Budapest II. kerületében található, Felhévíz városrészben, a Duna partjának közelében. Hivatalos címe: 1023 Bp., Frankel Leó utca 25–29.[1]

## Elnevezése
Feltehetően az egykor szétfolyó gyógyvíz német elnevezésének magyar fordítása (Lochbad – magyarul lyuk- vagy gödörfürdő, innen lukas-fürdő) és Szent Lukács – akit hagyományosan a gyógyításhoz, orvosláshoz kötöttek – nevének összecsengése alapján kapta. Más elképzelések szerint a terület középkori tulajdonosának neve alapján (Lukász-fürdő) alakulhatott ki az elnevezés.

## Története

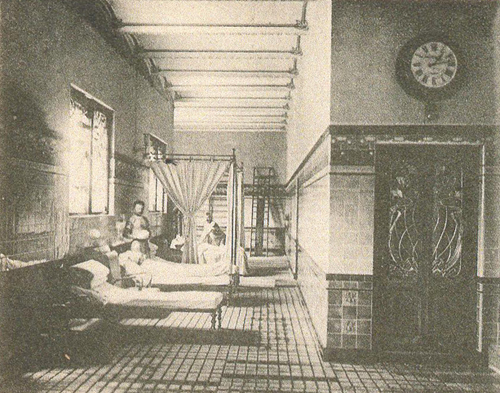
Fürdőgyógyászat egy 20. század eleji fényképen

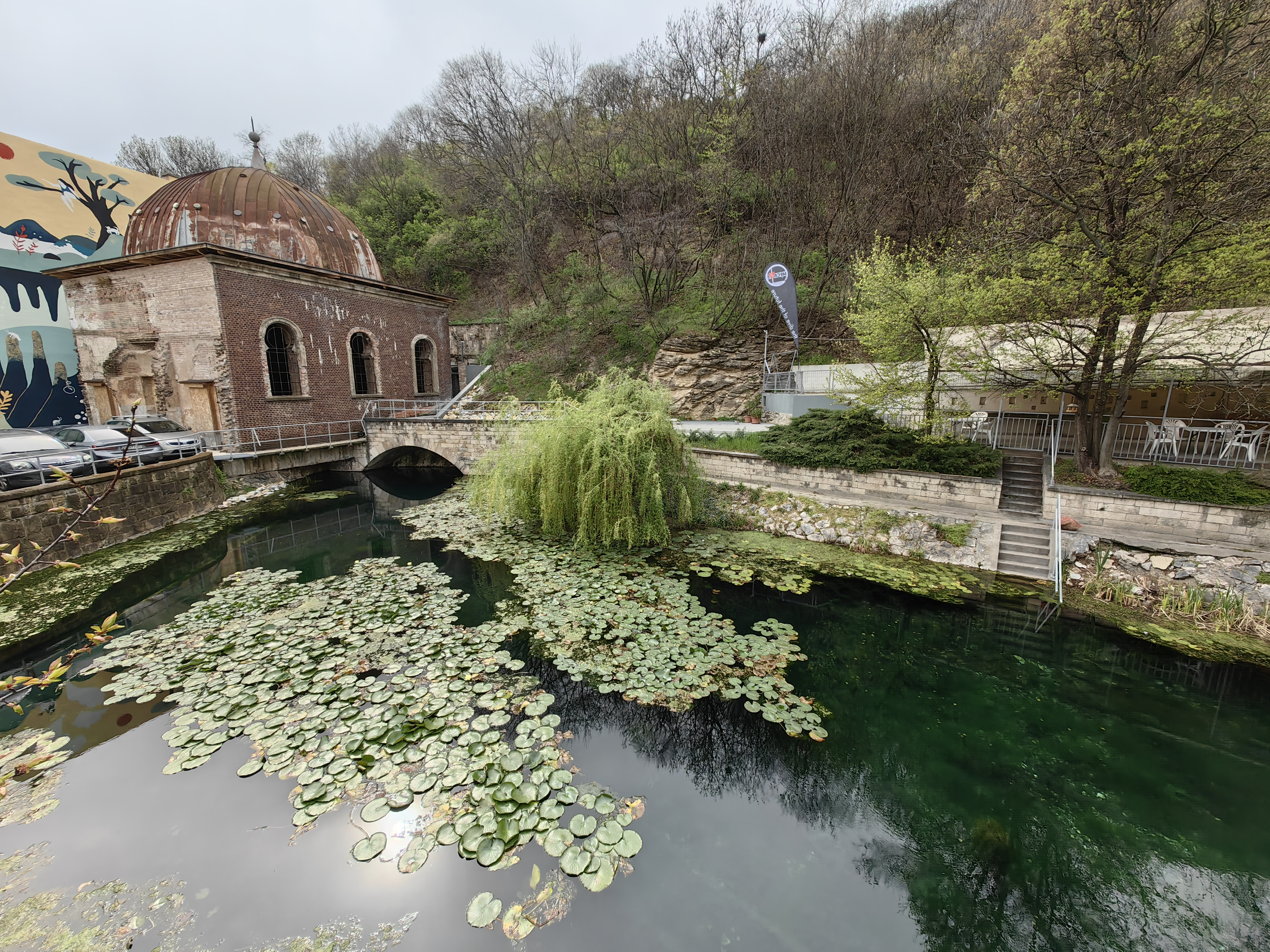
A Molnár János-barlang bejáratának környéke a Frankel Leó út hídjáról: bal oldalon az 1895-ben megnyitott Népgőzfürdő medencéjének romos kupolájával, jobb oldalon a bezárt Malomtó Bisztró épületével, középen a Malom-tó

A Szemlő-hegy lábánál fakadó forrásokat már a rómaiak is ismerték és hasznosították. Egy Claudius császár idejéből származó felirat említi az itt folyó felső és alsó meleg vizű forrást (aqua calidae superiores et inferiores). A mai Császár és Lukács fürdő területén a honfoglalás idején Felhévíz település állt. Történelmi források szerint itt a XII. században gyógyítással foglalkozó lovagrendek (1178-ban a Szent János lovagok, később máltai és rodoszi lovagrend) telepedtek le, akik a kolostoraik mellé fürdőt, kórházat is építettek. Korabeli peres okiratok tanúsága szerint már a középkorban létezett a területen egy Malom-tó.
A török korban is működtek ezen a helyen fürdők (a mai Császár fürdő elődje, a Veli-bej fürdő, valamint Barutháne/Barut degirmeni ilidzsaszi elnevezésű azaz a lőpormalom melletti fürdő), de a feltörő forrás energiáját elsősorban a lőporgyártásban és a gabonaőrlésben hasznosították. Ezek kiépítése Szokullu Musztafa pasa, budai beglerbég nevéhez köthető. A mai Lukács fürdő épülete helyén működő fürdő feltehetően egy kisebb méretű meleg vizű tó lehetett.
Buda felszabadítása után az összes fürdőt kincstári kezelésbe vették, a József-hegy lábánál található, a Császár és a Lukács fürdő területén fakadó forrásokkal együtt. Brown Eduard angol orvos 1697-ben megjelent munkájában megemlékezik a lőpormalom melletti fürdőről. A fürdő jelentősége a XVIII. század végétől csökkent, egy 1852-ből származó leírás szerint a „Császárfürdő tőszomszéd közelében lévő malom udvarában van az úgynevezett Lukáts fürdő, amelynek felette csekély számú kádjai leginkább a vidékről érkező földmívelők által szokott gyógyul használtatni”.

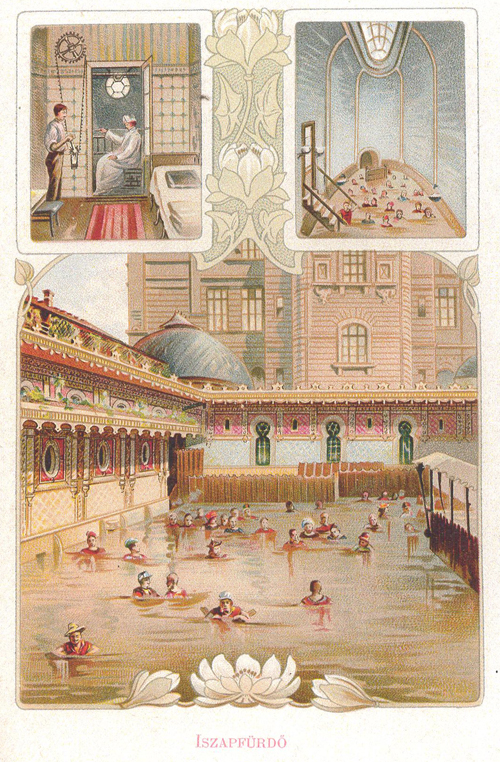
Az időközben megszűnt iszapfürdő

1857-ben egy óbudai molnármester kezdte meg a fürdő kiépítését, 1884-ben Palotay Fülöp megvásárolta a kincstártól a területet és tovább bővítette az intézményt, az épület megtervezésével Ray Rezsőt bízta meg. 1893-ban a fürdőt részvénytársasággá alakították, felépítették a gyógyszállót, az iszapfürdőt, a népgyógyfürdőt, a népgőzfürdőt, a modern népgyógyászati osztályokat és az uszodákat. A komplexumot 1895-ben nyitották meg. A Frankel Leó út Malom-tó feletti hídja pedig 1896-ban készült el. (A fűrdő főbejáratával szemben a Malomtó Bisztró 1962-2014 között üzemelt. A Népgőzfürdő 1965-ben zárt be, majd 1969-ben az azóta is álló központi medence kupolás épületét meghagyva lebontották.) Ekkor vezették be a Szent Lukács gyógyfürdő elnevezést. A Gellért fürdő megnyitásáig ez volt Budapest legmodernebb és legnépszerűbb fürdője, sok páciens érkezett külföldről is az intézménybe. Ekkor alakult ki az a szokás, hogy a gyógyult betegek márvány „hálatáblákat” helyeztek el az épületen, amelyeknek nagy része a második világháború során megsemmisült. A megmaradt táblákat a felújítás során az épület falába építették.

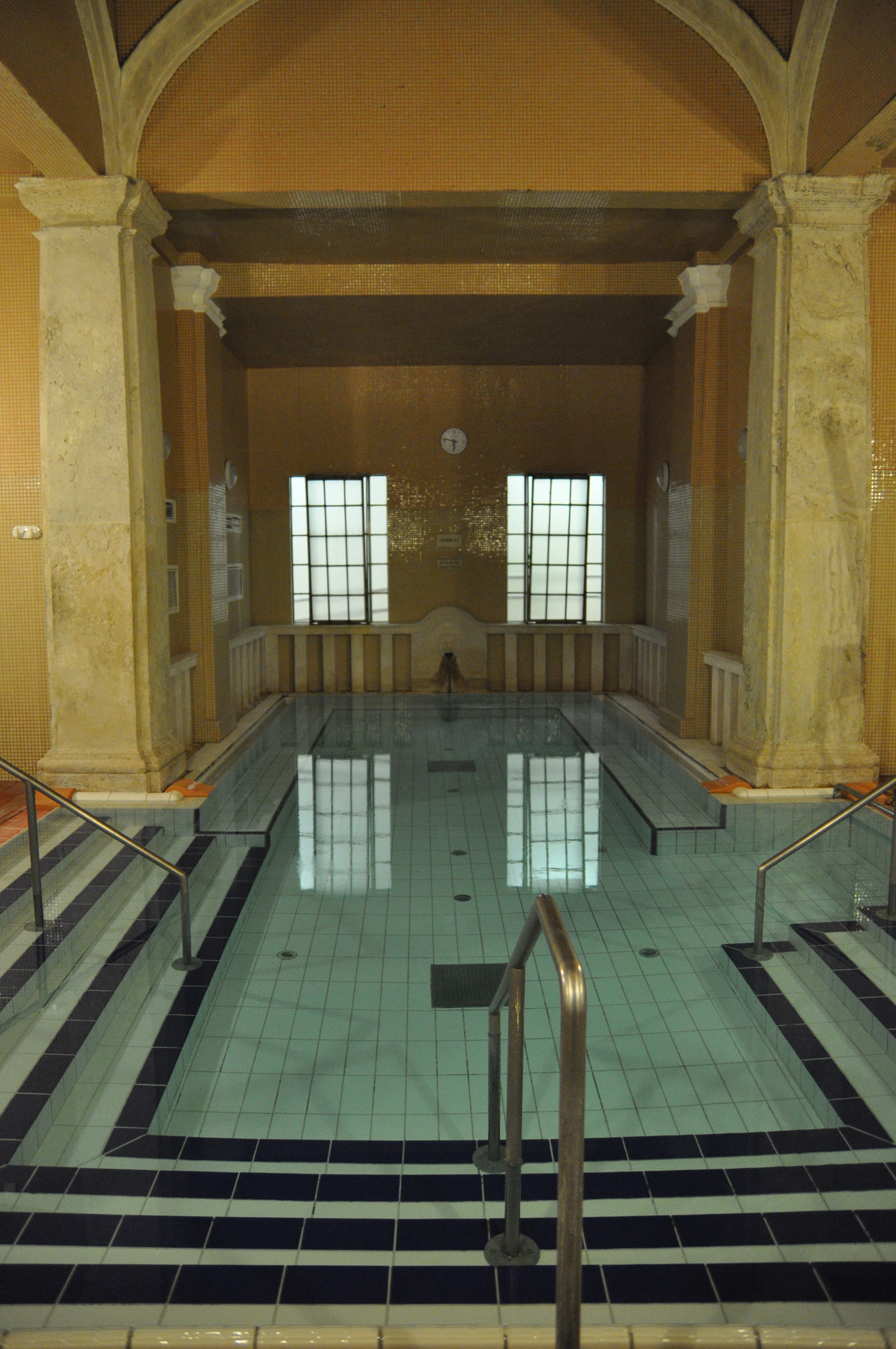
Beltéri gyógyvizes medence

1937-ben készült el a fürdő ivócsarnoka, melyet a millenniumi kiállítás fogadócsarnokának márványából építettek fel. Az ivócsarnokot József Ferenc királyi herceg avatta fel, az 1937. október 7. és 14. között a magyar fővárosban megrendezett első Nemzetközi Fürdőügyi Kongresszus eseménysorozatának részeként.
Budapest ostroma súlyos károkat okozott az épületben, ekkor számos hálatábla is megsemmisült. A II. világháború után a Szent Lukács Gyógyfürdő vállalatot államosítják, hozzácsatolják a Császár fürdőt, majd e két intézményből megalakult az Állami Rheumakórház. 1951 tavaszán az Állami Rheumakórház, a Lukács fürdő és az Országos Balneológiai Kutató Intézet összevonásával megalakult a Kunfi Zsigmond Utcai Állami Kórház, melynek nevét egy évvel később Országos Reuma és Fürdőügyi Intézetre változtatják (ez a későbbi Országos Reumatológiai és Fizioterápiás Intézet, az ORFI jogelődje). 1979-től komplex gyógyfürdő-ellátást nyújtó részleget, azaz nappali kórházat alakítanak ki a fürdőben. A Lukács területén Európában egyedülálló módon működik 1999-ig egy iszapfürdő, ennek alapzatát a víz elszivárgásnak megakadályozásra az ötvenes években lebetonozták. Az ezredfordulótól kezdve több ütemben zajlott a fürdő teljes felújítása, amely 2013-ban fejeződött be. A felújítást 2013-ban ICOMOS-díjjal ismerték el.

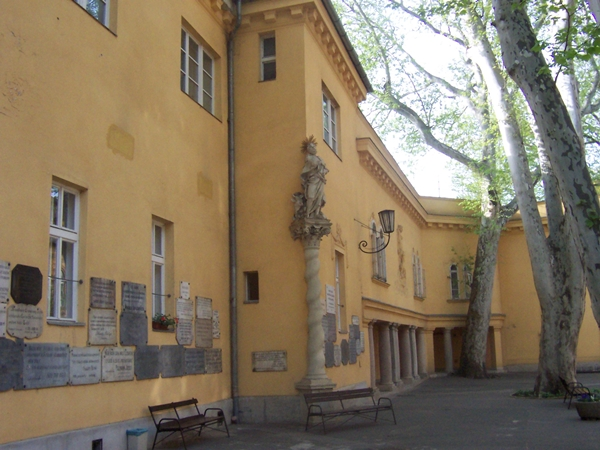
Szent Lukács szobra és a hálatáblák

## Épülete
Az eredeti lőpor- és gabonamalom egyik tornyának romját a helyreállító munkálatok során tárták fel. Ez ma is látható az épületben.
A mai fürdőépület a gyakori át- és újjáépítések miatt kívül és belül egyaránt meglehetősen eklektikus képet mutat. Az évszázadok során eltűntek a mór stílusjegyek ill. a jellegzetes négy torony is. Mai formáját Hikisch Rezső tervei alapján 1921-ben kapta. Az épületet az 1970-es évekig folyamatosan bővítették.

### Felújítása
1999-ben kezdődött meg a szabadtéri medencék korszerűsítése: ún. szűrő-forgató rendszert építettek ki, addig ugyanis töltő-ürítő rendszert használtak, azaz az adott napon használt vizet egyszerűen a Dunába engedték. Az akkor már alig használt iszaptavat, melynek kapszula alakú fedett része is volt, megszüntették és helyére élménymedence épült. A termálrészleg felújítása során az épületben talált építészeti és burkolási megoldások, valamint archív felvételek alapján állították helyre a Lukács-fürdőt. Mivel az épület műemléki védelmet élvez, valamint a Duna-parton álló épületként a világörökség része, az építészek a Kulturális Örökségvédelmi Hivatallal együttműködve tervezték meg a helyreállítást. A rekonstrukció során egy nagyvonalúan kialakított pihenő-szaunázó részt is létrehoztak. A szaunákhoz merülőmedencét, zuhanyzókat, mosdókat, büfét építtettek. A nemek elkülönítése miatt korábban az emeleten két súlyfürdőmedence volt, a felújítás során az egyik medence funkciója megmaradt, míg a másikban vízi tornaedzéseket tartanak. Korabeli felvételek alapján rekonstruálták az előcsarnok oszlopait, újragyártott pirogránit burkolattal. A Lukács fürdőben 2012-től további felújítási munkálatok kezdődtek, melyek az év végén fejeződtek be. Számos épületelemet újítottak fel ennek során (függőfolyósok, szabadtérre nyíló kabinok), új zuhanyzó és mellékhelyiségeket alakítottak ki, felújították a masszázs-részleget is. Az épület egyik szárnyában egy új fürdőegységként egy különálló szaunavilágot is létrehoztak, melyben gőzfürdő, különböző szaunák (többek között nudista-szauna) találhatók. Korábbi képek alapján újra felépítettek egy pirogránit burkolatú kutat az előcsarnokban, megközelíthetővé tették a fürdő alapítását német és magyar nyelven megörökítő csempefalat, ipari műemlékként megőrizték a fürdő korábbi elektromos kapcsolószekrényeit. A másfél milliárd forintos költség 70 százalékát uniós forrásból finanszírozták. A felújítás során és után a proxy-órás rendszer csak részben működik, a szekrények és kabinok csak a fürdőmesterek segítségével zárhatók.
A felújítás után a fogadócsarnokból megközelíthető a fürdő alapítását megörökítő, német és magyar nyelvű csempefal. Ipari műemlékként megőrizték a Lukács egykori kapcsolóközpontját is.

### A Lukács fürdő kertje
A Lukács fürdő ősplatános kertjében két emlék-padot helyeztek el. Mindkettőt a fürdő rendszeres látogatóinak leszármazottai adományozták (a korábbi fürdővendégek Schiller György ill. Lux Júlia voltak). A két pad eredetileg a fürdő kertjén átvezető betonút mellett állt, a 2012-es felújítás során helyezték át őket az épület egy oszlopos beugrójába. A kert 2012-es felújítása során a korábbi betonutat kövezett útra cserélték, beton virágtartókat helyeztek el, kicserélték a padokat. 2013-ban helyezték el a Lukács kertjében Rápolthy Lajos „Fürdőző nimfa” című alkotását, mely eredetileg a Dandár fürdőben állt.

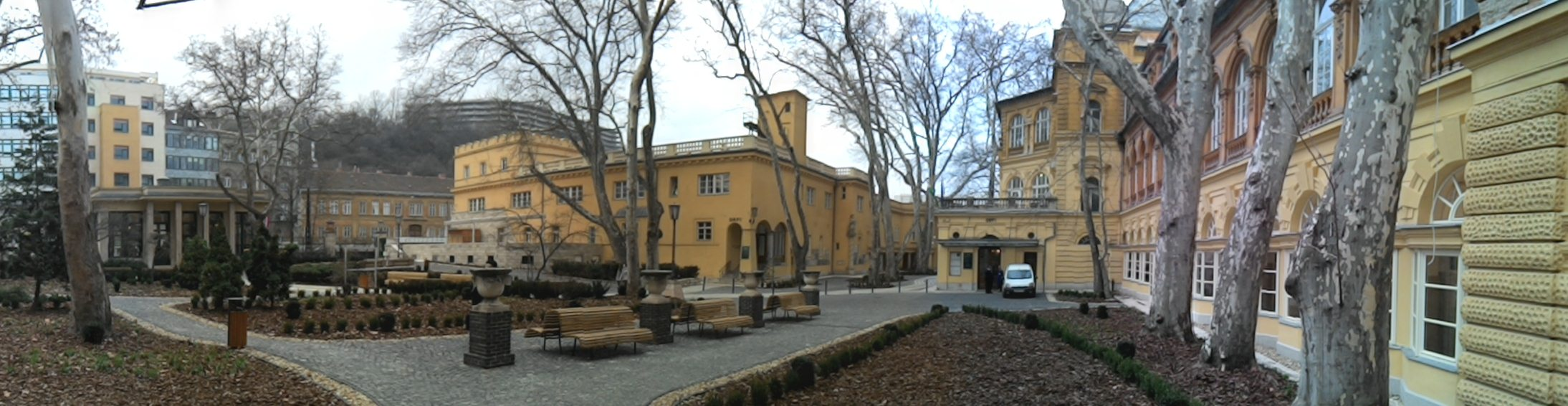
A Szent Lukács Gyógyfürdő kertje a 2012-es felújítás után

## A fürdő medencéi, szaunák, gőzfürdő
A Lukács fürdőben létesítményei funkció szerint feloszthatóak (gyógyulás, sport, wellness), ez részben az épület kialakításban is tükröződik.

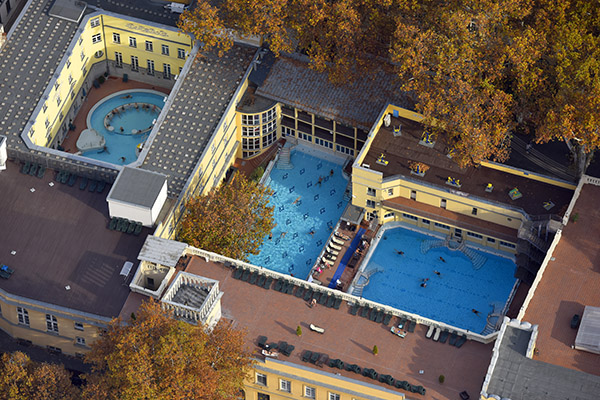
Szent Lukács gyógyfürdő medencéi a magasból

A gyógyfürdő vagy termál részleg három melegvizes medencével rendelkezik (32, 36 és 40 °C-os gyógyvízzel) és egy kisebb szaunával. Itt található egy gőzfürdő, melyhez 24 °C-os hidegvizes merülő-medence tartozik. A 40 °C-os kör alakú medence építészeti szempontból a török-fürdők hangulatát idézi.
Úszni két, kültéri medencében lehet. A hidegebb, 22 °C-os úszómedencét férfi, míg a 26 °C-os női medencének hívják, mely emlékeztet arra, hogy a fürdőt korábban nemek szerint elkülönítve lehetett használni. Korábban a férfimedencét nők is használhatták, azonban a női medencébe a férfiak nem járhattak át. A férfi-medence mellett található kültéri szaunát és gőzfürdőt 2012-ben megszüntették, helyettük az épületben egy különálló „szaunavilág” került kialakításra.
Az élménymedencében (vízhőfok: 32–33 °C-os) sodrófolyosó, víz alatti pezsegtetés, két nyakzuhany, ülőpadba rejtett hátmasszírozó vízsugár, pezsgőágy található.
A pihenőtérben található egy infraszauna (térítésköteles), valamint egy finn szauna, jégkásagép, továbbá egy modern vonalvezetésű, fadézsára emlékeztető hideg vizes medence tartozik. Ezen kívül a pihenőtér felett egy súlyfürdő és egy vízi tornaedzésekhez használt medence, az élménymedence egyik bejárata mellett pedig Kneipp-fürdő található. A pihenőtérben látható egy narancsos színű Himalája-sófal.
A Lukácsban két büfé üzemel, egyik a pihenőtérben, a másik a kertben. A 2012-es felújítás után az előcsarnokban egy kávéház is üzemel.
A 2012 decemberében megnyitott szaunavilágban egy jégkásás merülőmedence (22 °C fokos), egy sókristályszauna, egy aromagőzkabin, egy infraszauna, egy finn szauna, egy naturista szauna, egy jégkunyhó, és egy tepidárium található.

## A fürdő gyógyvize

### Forrása
A Lukács fürdőt a 6 km hosszú és 30 m vízmélységű, kevert vizű Molnár János-barlang látja el 20–23 °C-os termálvízzel. A barlang létezéséről először 1858-ban számol be az Orvosi Hetilap, első kutatója Molnár János orvos és vegyész. A Szent Lukács fürdőt tápláló tavas-barlangot elsőként Papp Ferenc barlangkutató mérte fel 1937-ben. Az 1960-as évektől kezdve könnyűbúvárok végzik a feltárást.

### Hatása és összetétele
A Lukács fürdő gyógyvizének összetétele az épületben elhelyezett mészkő-táblákon megadott információk alapján a következő:
| Anionok           | Mennyiség  | Kationok  | Mennyiség | Egyéb                   | Mennyiség            |
| ----------------- | ---------- | --------- | --------- | ----------------------- | -------------------- |
| Klorid            | 125 mg     | Nátrium   | 107 mg    | Metabórsav              | 1,70 mg              |
| Bromid            | 0,31 mg    | Kalcium   | 137 mg    | Metakovasav             | 40 mg                |
| Jodid             | 0,018 mg   | Magnézium | 40,80 mg  | Szabad szénsav          | 144 mg               |
| Fluorid           | 1,50 mg    | Vas       | 0,02 mg   | Oldott oxigén           | 2,9 mg               |
| Szulfát           | 195 mg     | Kálium    | 5,60 mg   |                         |                      |
| Hidrogén karbonát | 510 mg     | Lítium    | 0,1 mg    |                         |                      |
| Szulfid           | 1 mg       |           |           |                         |                      |
| Összesen          | 832,828 mg | Összesen  | 290,52 mg | Oldott anyagok összesen | 1311,948 mg/1000 cm3 |

A termálfürdőt a következő tünetek esetén ajánlják: ízületi degeneratív betegségek, idült és félheveny ízületi gyulladások, gerincdeformáció, porckorongsérv, idegzsábák, a csontrendszer mészhiányos állapotai, sérülés utáni felépülés. A gyógyvíz nátriumot is tartalmazó kalcium-magnézium-hidrogénkarbonátos és szulfátos-kloridos hévíz, melynek fluoridion-tartalma is jelentős.
Az ivócsarnokban helyben fogyasztásra vagy elvitelre gyógyvíz kapható. Ivókúraként gyomor- és bélrendszeri panaszokra, epehólyag és az epeutak hurutos megbetegedésére, gyomorsavtúltengésre, de vesemedence-gyulladásra és vesekőképződésre is ajánlják.

## Szolgáltatások, proxy-órás rendszer

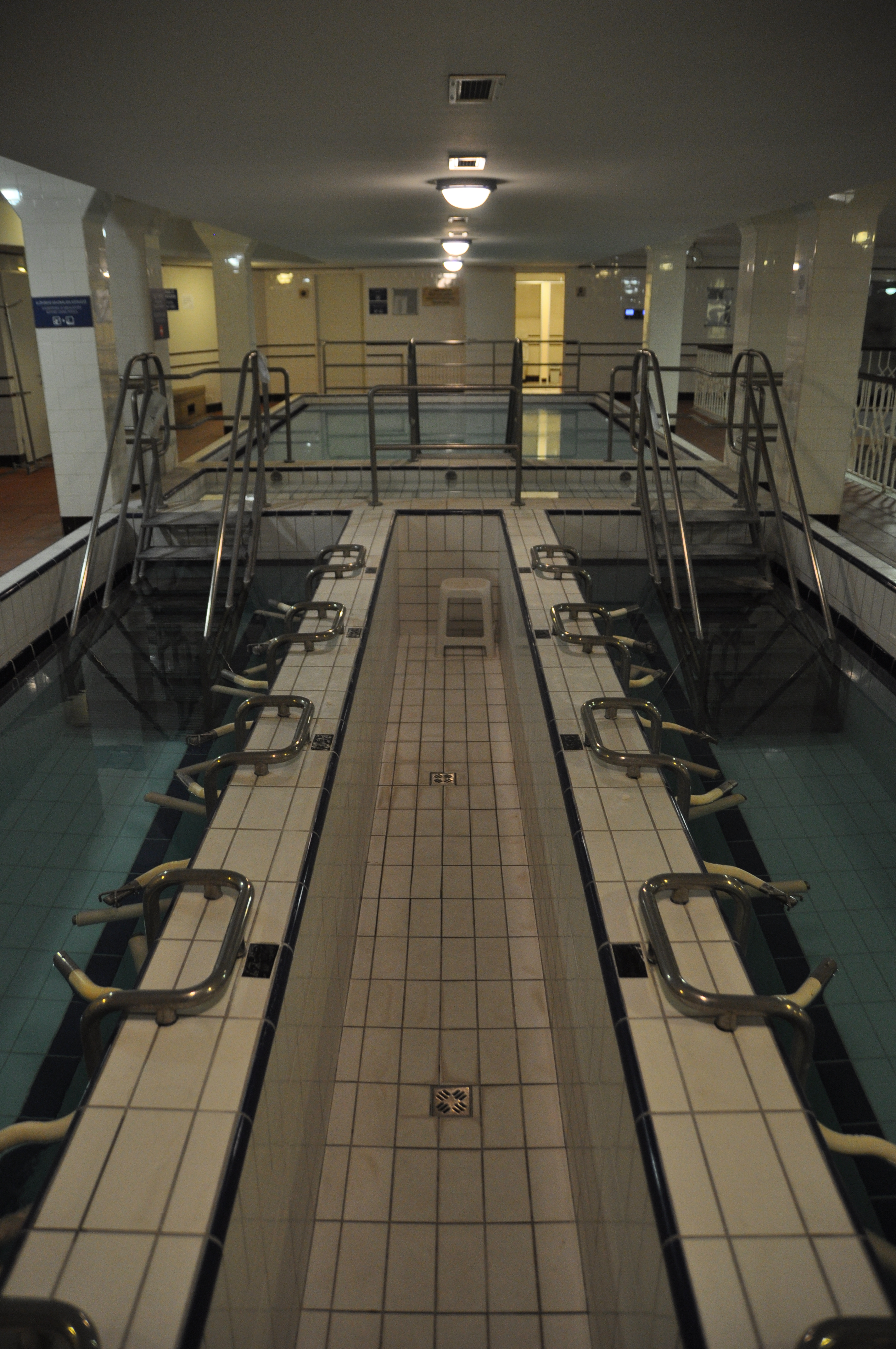
A súlyfürdő medence

A fürdőben különböző szolgáltatások vehetők igénybe, szakorvosi beutalóval ill. térítés ellenében (súlyfürdő, szénsavas kádfürdő, víz alatti vízsugármasszázs, orvosi gyógymasszírozás, aroma relax masszázs, frissítő svéd masszázs, talpreflexzóna masszázs, iszappakolás, sókamra, fizikoterápiás kezelések, gyógytorna). Reggel 8-tól este 6-ig félóránként 20 perces ingyenes gyógytornán lehet részt venni az élménymedencében.
A Szent Lukács gyógyfürdőben ún. proxy-karórás beléptető rendszer működik. A proxy-karórában egy chip található, mely bizonyos információk tárolására alkalmas. Ezeket különböző leolvasó-berendezéssel jeleníthetjük meg. A ruhafogas piktogrammal ellátott, a fürdő számos pontján megtalálható berendezéssel például megtudhatjuk, melyik szekrényben vagy kabinban helyeztük el ruháinkat. Ha például szekrényes belépőt veszünk, akkor a számozott szekrény gombjához nyomva vagy a kabin ajtajához érintve proxy-óránkat azt a szekrényt ill. kabint magunknak lefoglaltuk, melyet ezután csak saját óránkkal tudunk nyitni ill. zárni.

## A társasági élet központjaként
A Szent Lukács gyógyfürdőt a 19. század óta nemcsak a pihenés és rekreáció miatt keresték fel, hanem a társasági élet központja is volt. A 20. században számos magyar értelmiségi, közéleti személyiség látogatta az intézményt, többek között Kodály Zoltán, Illyés Gyula, Vas István, Jékely Zoltán, Kolozsvári Grandpierre Emil, Némethy Ferenc, Déry Tibor, Zelk Zoltán, Makk Károly, Bacsó Péter, Kállai Ferenc és Örkény István. Némethy Ferenc 77 éves korában a Lukács fürdőben hunyt el.
Az intézményt ma is több neves személyiség látogatja. Az épületben a termálmedencéket a többi medencével összekötő folyosón található számozott kabinokat a törzsvendégeknek tartják fent.

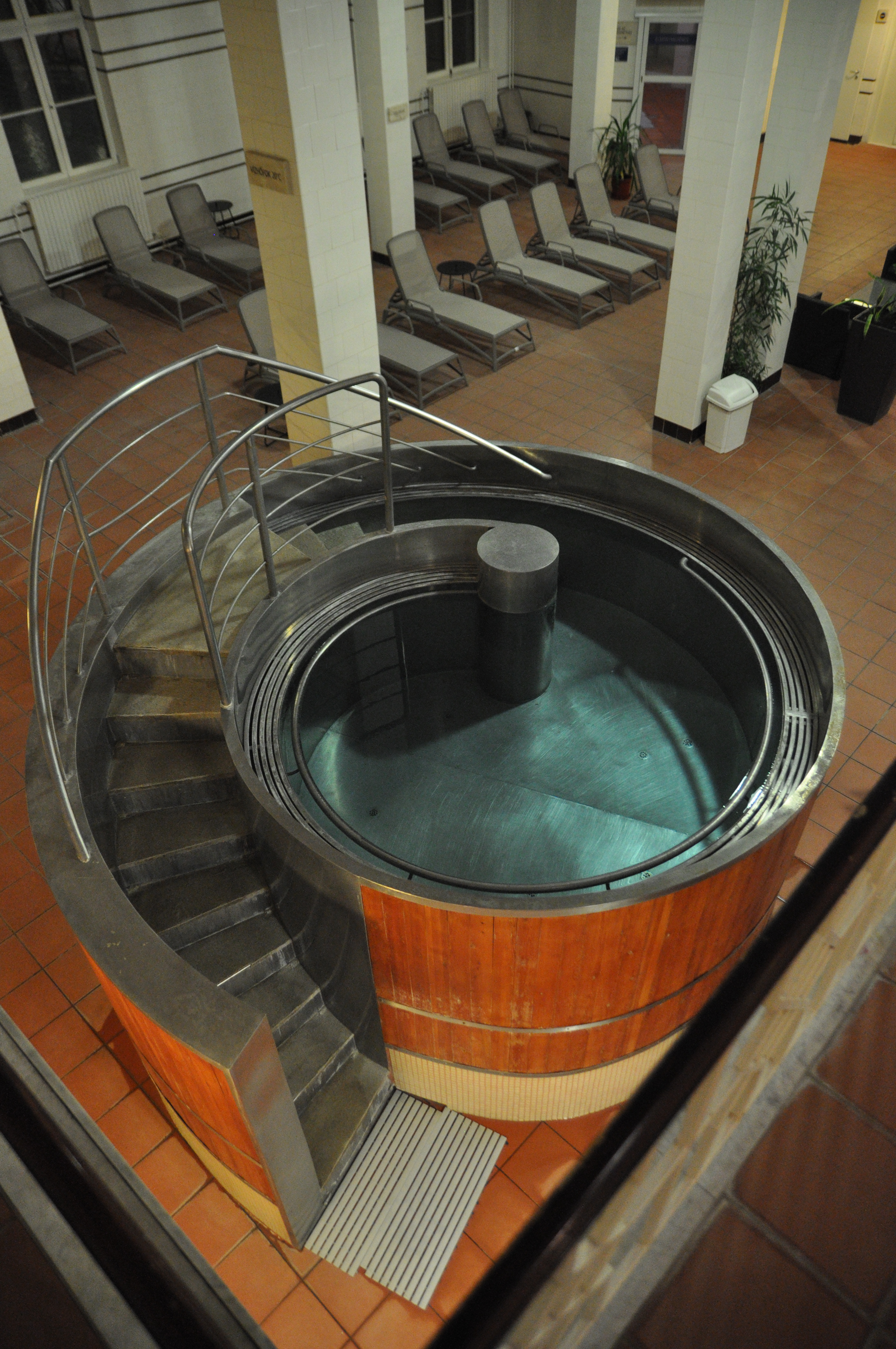
Merülőmedence a pihenőtérben

## Szépirodalmi hivatkozások
Ottlik Géza Iskola a határon című regénynek kezdő jelenete a Lukács fürdőben játszódik: „Szeredy Dani motyogott valamit az orra alá, ahogy álltunk a Lukács fürdő tetőteraszán, a kőpárkánynak támaszkodva, s néztük a sok napozó civilt.”
Kolozsvári Grandpierre Emil így ír visszaemlékezéseiben: „ (…) a Lukács fürdő nagyjából – ha nem is teljes egészében – azt a föladatot töltötte be, mint hajdan az irodalmi kávéházak vagy a szellemi foglalkozásúak kocsmai törzsasztalai.”
Végh Alpár Sándor újságíró a Lukács egyik úszómesterének elbeszélése alapján a fürdőbe járó hírességekről: „Kiss László ötvenegy óta figyeli az életet a vízben és a parton. Emlékszik Kodályra, aki naponta lejárt, és egyszer a padon állva vezényelt emlékezetből valamit. Emlékszik Nehrura, India miniszterelnökére, akinek szelídsége a vízből is kiérzett, és Marosánra, aki nyolcvanévesen is krakéler volt és durva. Kállai Ferencnek elég jó az úszása, vallja Laci úr, majd közelebb hajolva odasúgja, Kolozsvári Grandpierre Emil örökké a nőket hajtotta, földön, vízen, levegőben.”
Görgey Gábor „A Homár páncélja” című regényében így dicséri az által is gyakran látogatott fürdőt: „Áldott légy, Szent Lukács fürdője, riadt lelkek dédelgetője, megalázottak és megszomorítottak kegyhelye, te boldogító önáltatás, hogy lehetséges és megengedett az egészséges élet a halál árnyékában, a testi jó érzés hedonizmusa az elhurcolások és kivégzések évadján. Áldott légy, Szent Lukács fürdője, test és lélek oldódásának titkos találkahelye, üldözöttek és kifosztottak gőzölgő ópiumbarlangja, ahol a vigasz utolsó szippantása után talán már másnap vallatások és verések vérében kell a bizonytalan életben maradáshoz erőt gyűjteni. Áldott légy, zuhanyozók forró gőze, melynek sűrű gomolygásában a meztelen árnyak, mint Vergilius és Dante lelkei, beburkolózhattak arctalanságukba és névtelenségükbe, a gőzölgő semmi biztonságába, melynek függönye mögött az arc nem árulkodik, s ahol kilazulhatnak a testből a lélek görcsei... Szent Lukács megszentelt fürdője, légy áldott.”
Nádas Péter így ír a Lukácsról a „Párhuzamos történetek”-ben:„Itt a Lukácsban szeptember közepén beemelték a nagy üvegablakokat az emeletet hordozó pillérek közé, valamikor május végén pedig kivették. A két úszómedencét a nyitott udvarokban úgy ölelték körül több emelet magasan a fából ácsolt kabinsorok, miként kolostorudvarokat a kerengők. Nyáron akárha méhek kolostorát nézné és hallaná az ember, a fürdővendégek fürtökben zsibongtak a napfényes emeleti kaptárak körül. Mikor aztán hűvösebbek lettek az éjszakák, az emeleti kabinokhoz vezető lépcsőket lezárták; télen hó ült a kerengő korlátain. De most sem volt a látvány kevésbé lenyűgöző. A Szent Lukács forrásaiból különböző hőmérsékletű gyógyvíz bugyog fel, a legmelegebb közel hatvanöt fokos, a leghidegebb átlagosan tizenhét fokos, s ezeket a fürdőmesterek úgy keverik el, hogy az úgynevezett férfi medencébe ne ömöljön huszonegy fokosnál melegebb víz. Aki nem akar úszni, pancsikolhat a női medence melegebb vizében. Ám abban a pillanatban, amikor a levegő hőmérséklete odakinn alacsonyabbra száll, a nyitott medencék párologni, gőzölögni, szabályosan füstölögni kezdenek, borús téli napokon pedig oly sűrű köd ereszkedik a zárt udvarokra, hogy az úszók nem győznek bocsánatot kérni egymástól az örökös ütközésekért.” 
Székely Éva életének, és ennek folytán Sírni csak a győztesnek szabad című könyvének egy tekintélyes része a Lukács uszodában játszódott.
Illyés Gyula naplójegyzeteiben megemlékezett a téli úszásról és a Lukács kertjének platánfáiról:
"1965. január elsején délelőtt fél tíz és háromnegyed tíz között a budai Lukács fürdő nyílt medencéjében egyetlenegy lélek sem volt, rajtam kívül. A hőmérő jóval zéró alatt állhatott, mert az úszó csak néhány métert láthatott maga elé, a gyapjú sűrűségű pára miatt.A fűtött üvegfolyosó végén fürdőnadrágban beszélgetett Jékely, azt hiszem, az építész Ráczcal; a zuhanyozóban nyüzsgött a szilveszterezésből idesereglett fiatalság, de a medence senkit sem csábított. (1965. Január 1.)" 
"Ősz van, szél és napsütés: özönben dől a lomb a fákról. Közép-Európának tán legsudárabb platánjai Budapest egyik legszebb udvarán állnak, a Lukács fürdő hosszúkásan elhelyezett, önmagukat kerítő épületei közt. (1968. szeptember 19.)" 
Tillmann J. A. írja a Lukácsról:
"A hideg külvilág ridegéből, a pénztárak és öltözők zsilipein át a legjobb a legbelső gőzkamrába menni. Ahol a forró és a homályló párában az ősélmények is újra közel kerülnek. A gőz gomolygásában a felülethatárok, egyáltalán az elhatároltságok, a szigorú szabályozottságok feloldódnak, elmosódnak. Az éles peremek, akárcsak az arcvonások lágyabbnak látszanak. A mozgások lelassulnak vagy egészen leállnak. Előáll Thalassza távlata, természetesen – minden regresszustól menten – átélhető az őstengeri intrauterin nyugalom, amiben először az anyaméhben volt részünk.
A fürdővíz ásványtartalma folytán közel áll a tengerhez, a tengeré pedig saját őstengerünk, az uterus összetételéhez esik közel. A termák így az őstörténetet több idősíkját is felidézik, hiszen a hévíz maga is tűz és víz találkozása, földtörténeti ősesemény: úgy keletkezett, hogy a légköri és felszíni vizek a Föld mélységével találkoztak; vízét a magma melege hevítette.
A fürdő különféle hőfokú medencéi, az egyes termek és termák így alkalmat adnak más időkben való elmélyülésre, az ellentétes erők és érzetek váltogatására, a tél-nyár tengelyén történő fokozatos vagy átmenet nélküli haladásra. Az ellentétek közötti mozgás során a test- és az elmeműködés egyaránt felélénkül. Az antik fürdőépítők is ennek tapasztalata nyomán alakították terveiket. "Így még a gondolatok is frissebben szárnyaltak" – írta Martialis." 

## Érdekességek

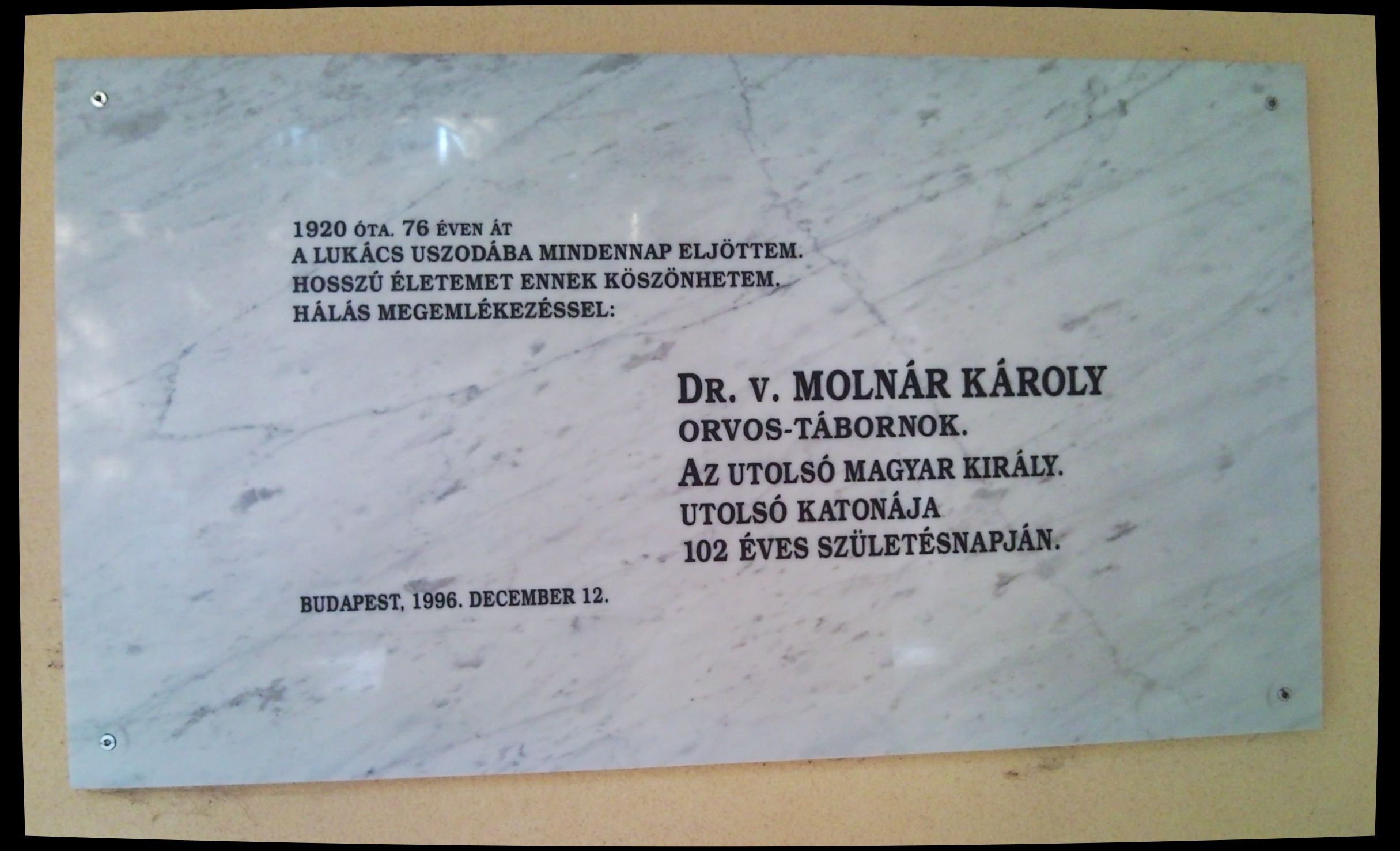
Dr. Molnár Károly emléktáblája

- A Lukács (a Dagály fürdő mellett) egyetlen olyan budapesti gyógyfürdő, mely két különálló úszómedencével rendelkezik. A két medencében a helyi szokás szerint egy vonalban úsznak oda-vissza.
- A fürdő törzsvendége volt vitéz dr. Molnár Károly, aki még életében, 102 éves születésnapján, 1996 decemberében saját kezűleg avathatta fel „hálatábláját”. Az orvos-tábornok több mint nyolcvan évig volt a Lukács törzsvendége, 1992-től örökbérletet kapott a fürdő vezetésétől. Mindig a 13. számú kabint használhatta, az úszómesterek – hasonlóan Kodály Zoltánhoz – azt is megengedték neki, hogy a medencét keresztbe úszhassa át.[17]

## Képgaléria

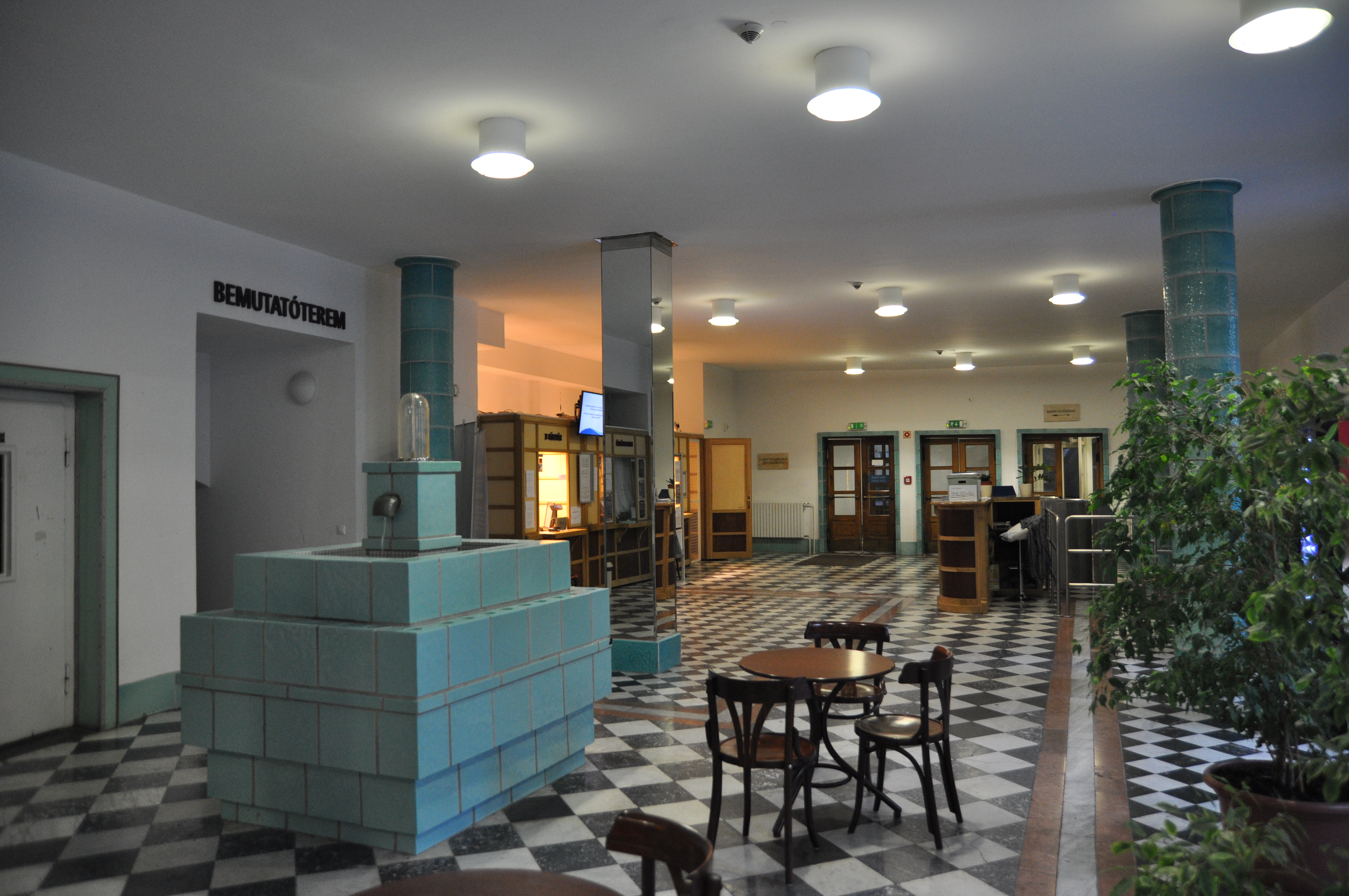
Előcsarnok
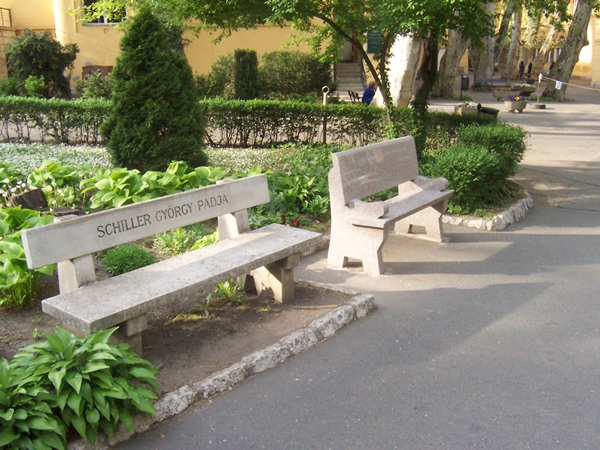
A Lukács kertjében látható két emlékpad a 2012/2013-as kertrendezés előtt
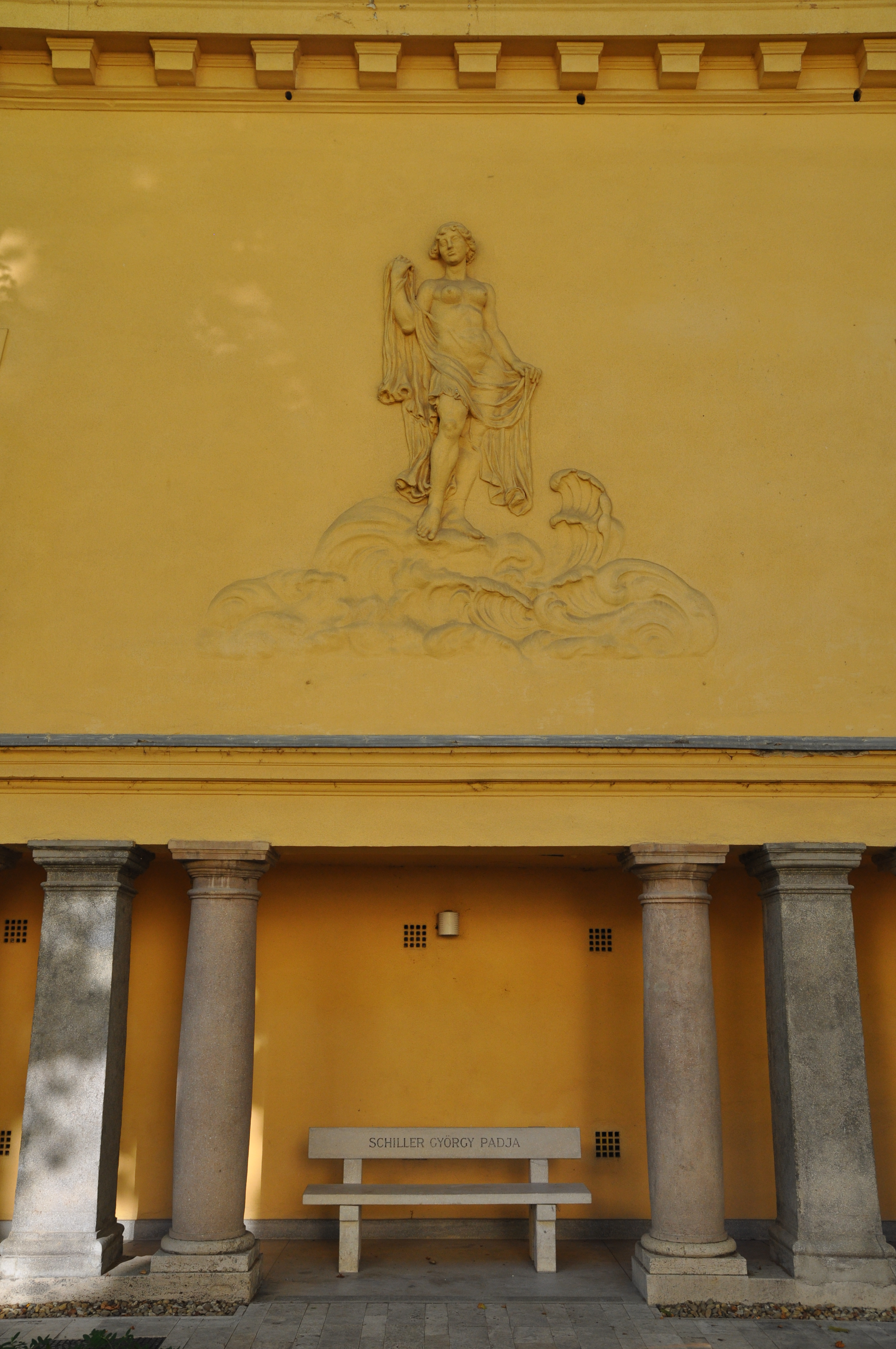
Schiller György padja
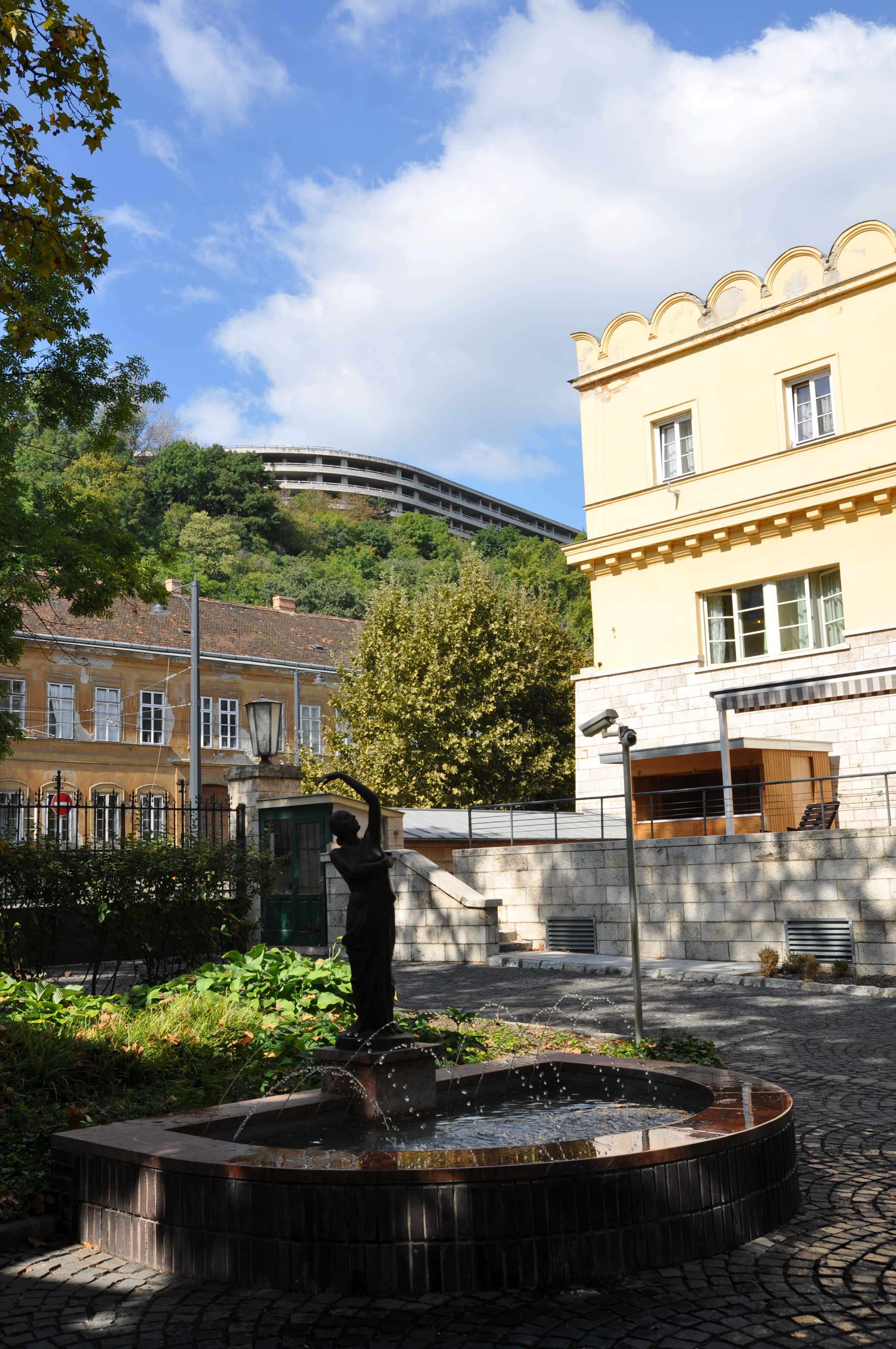
Díszkút a fürdő kertjében
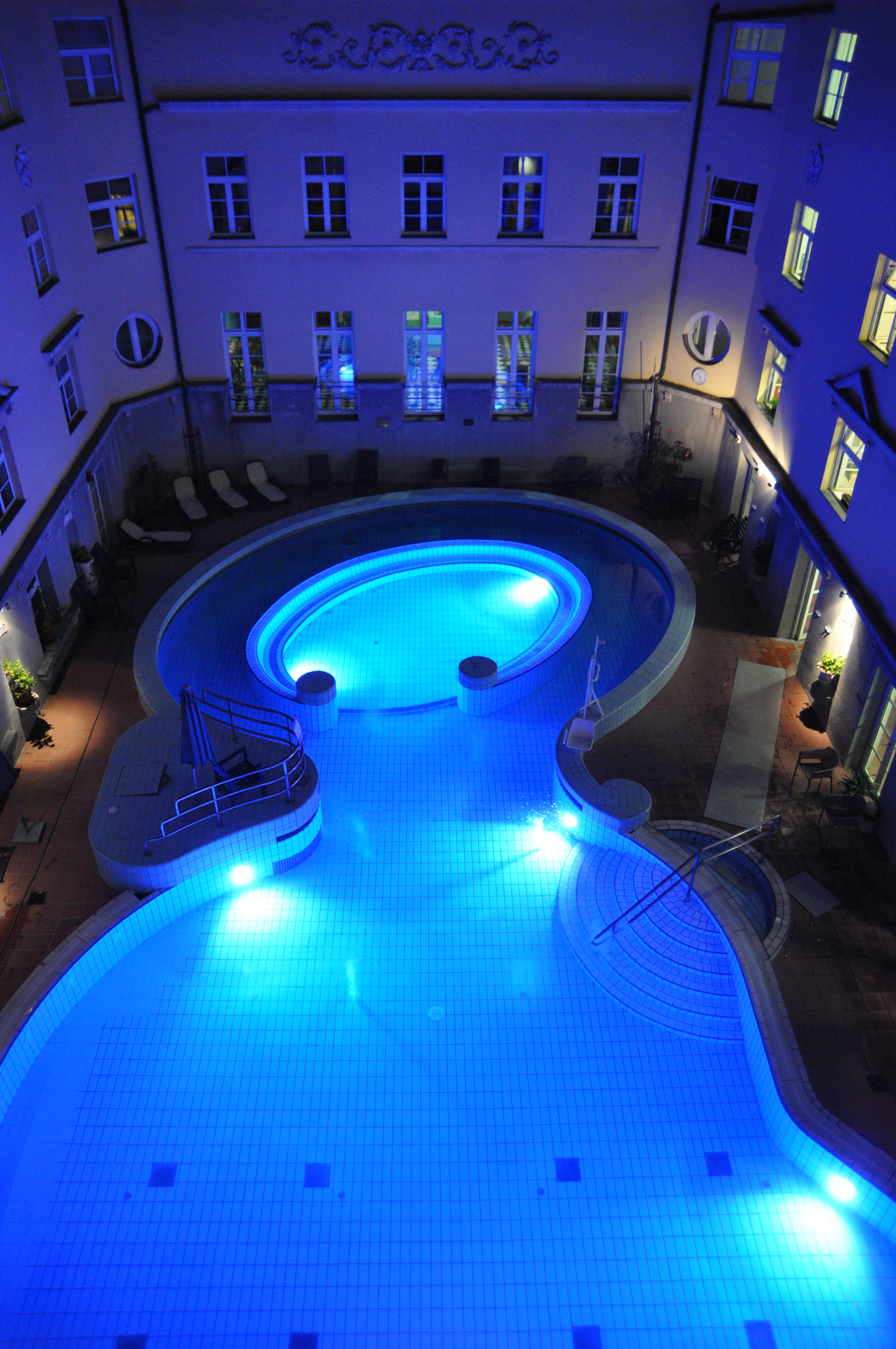
Élménymedence
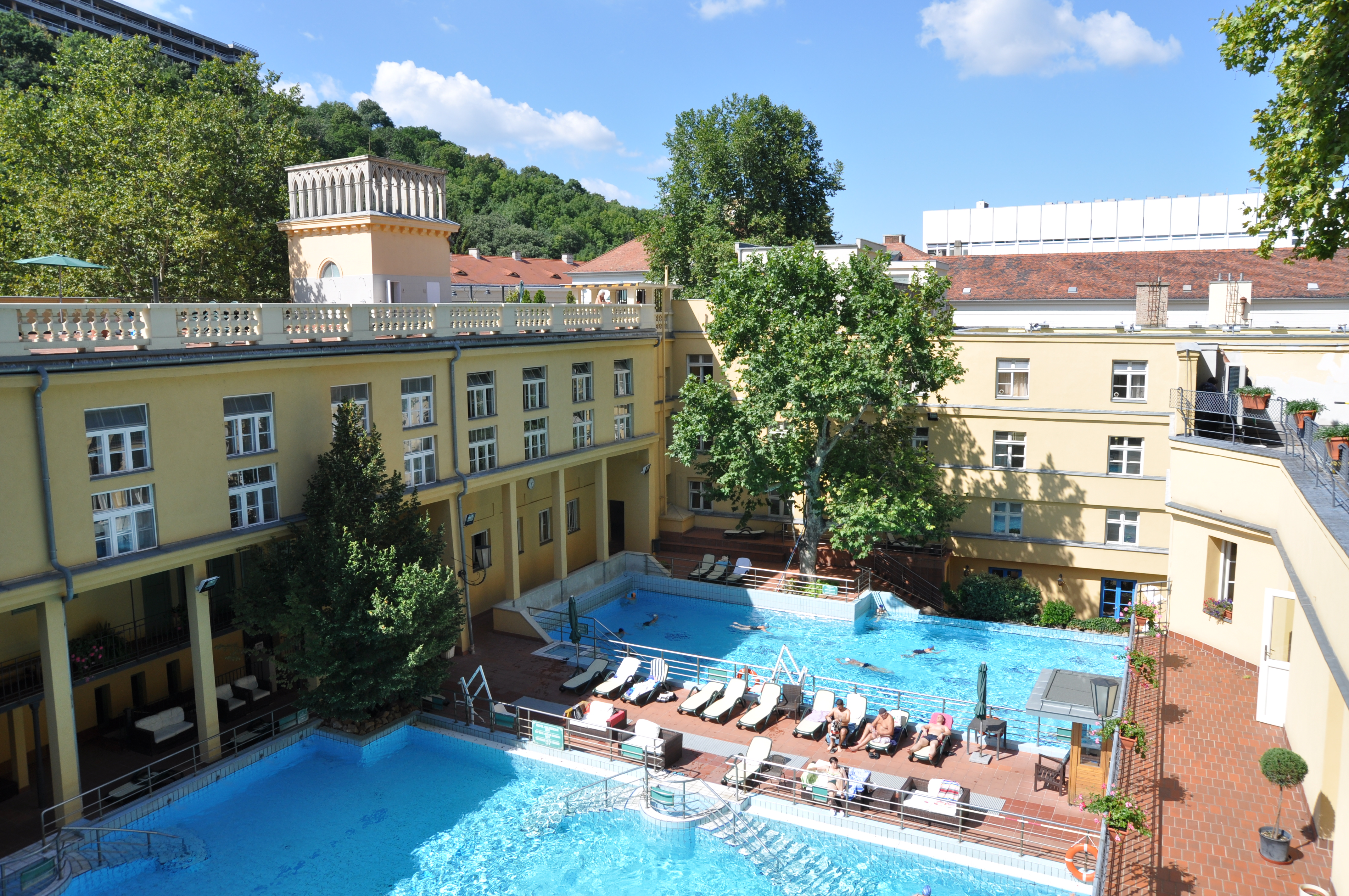
Úszómedencék
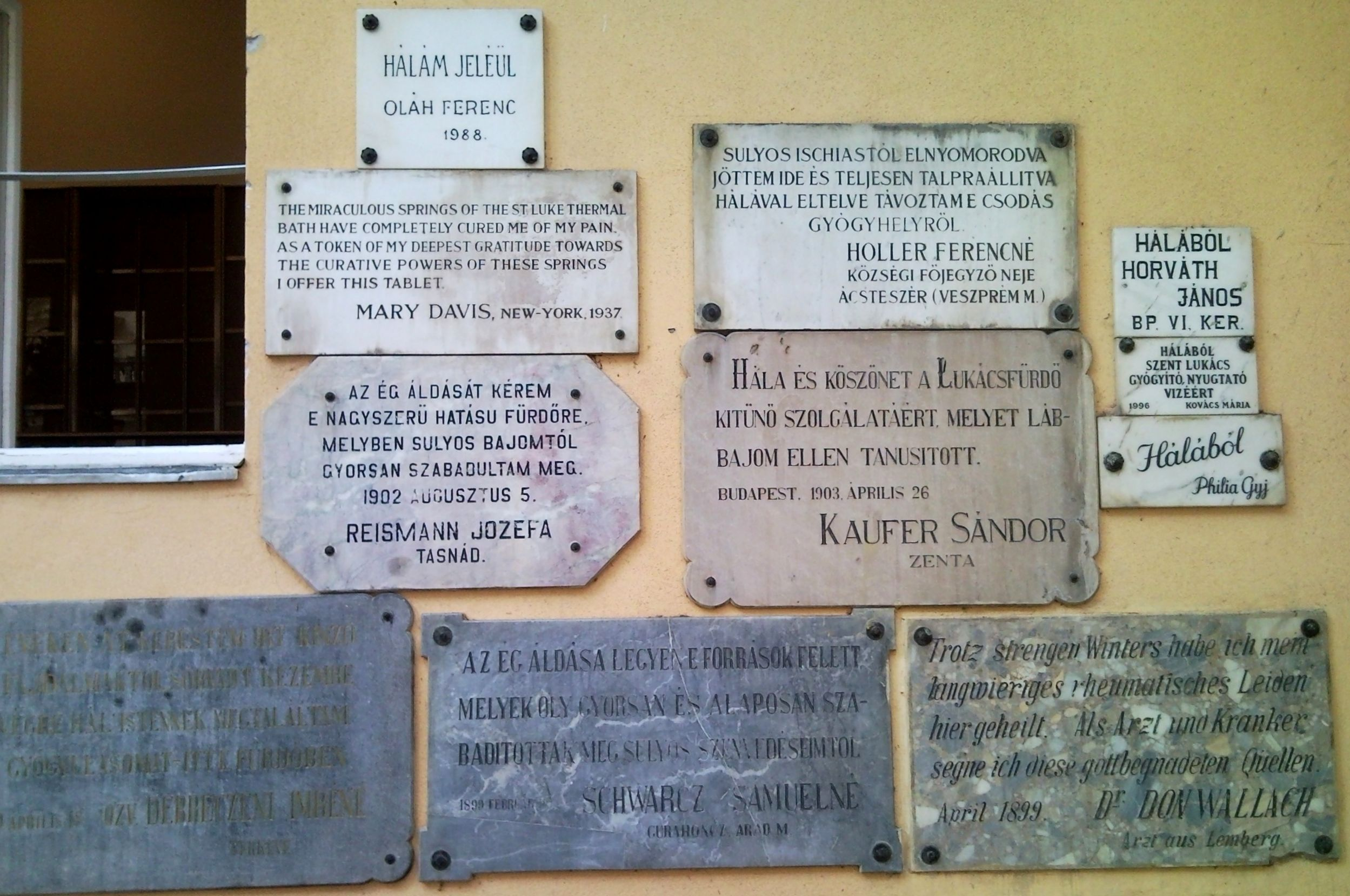
A Lukács fürdő hálatáblái
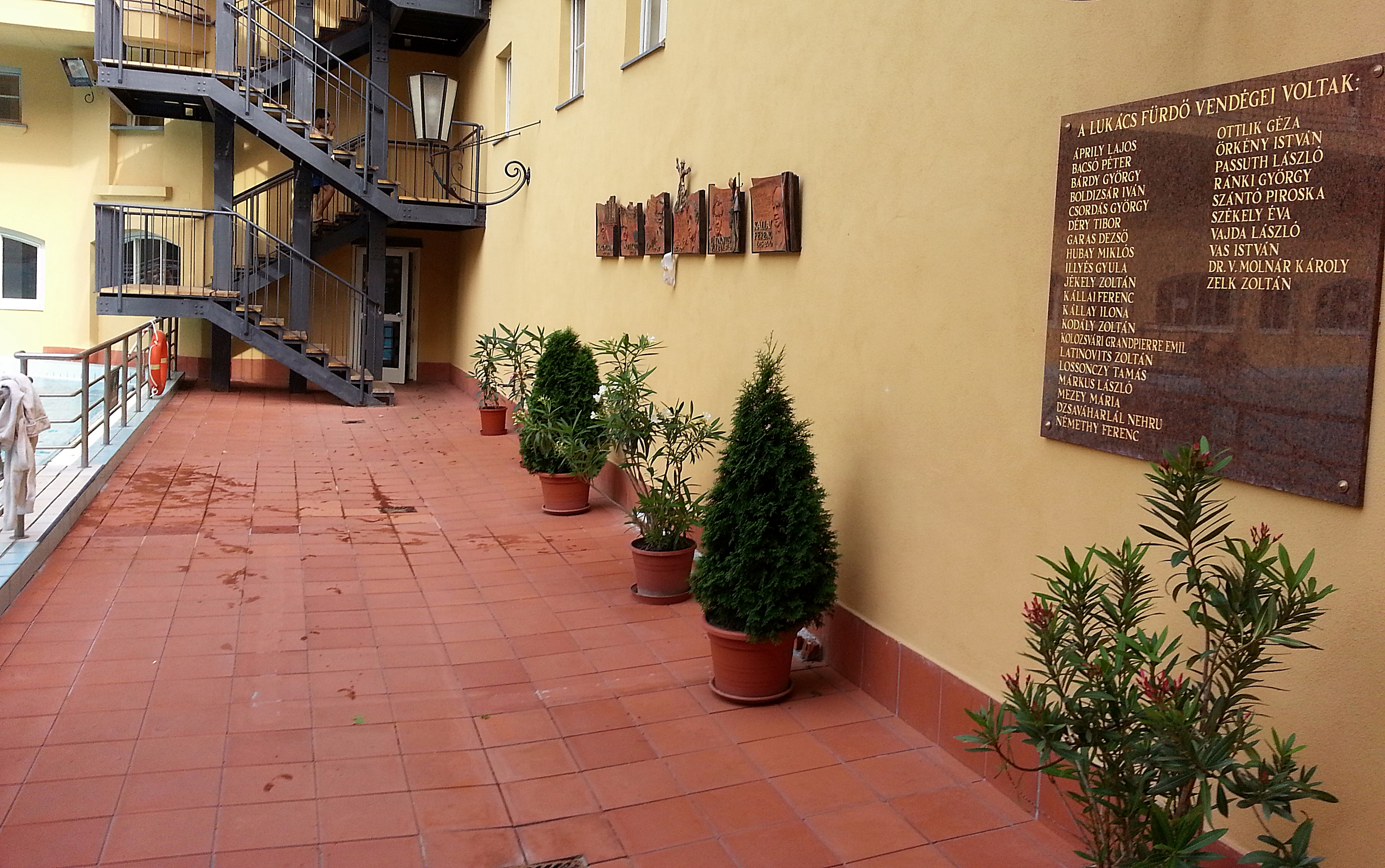
Híres vendégek emlékfala
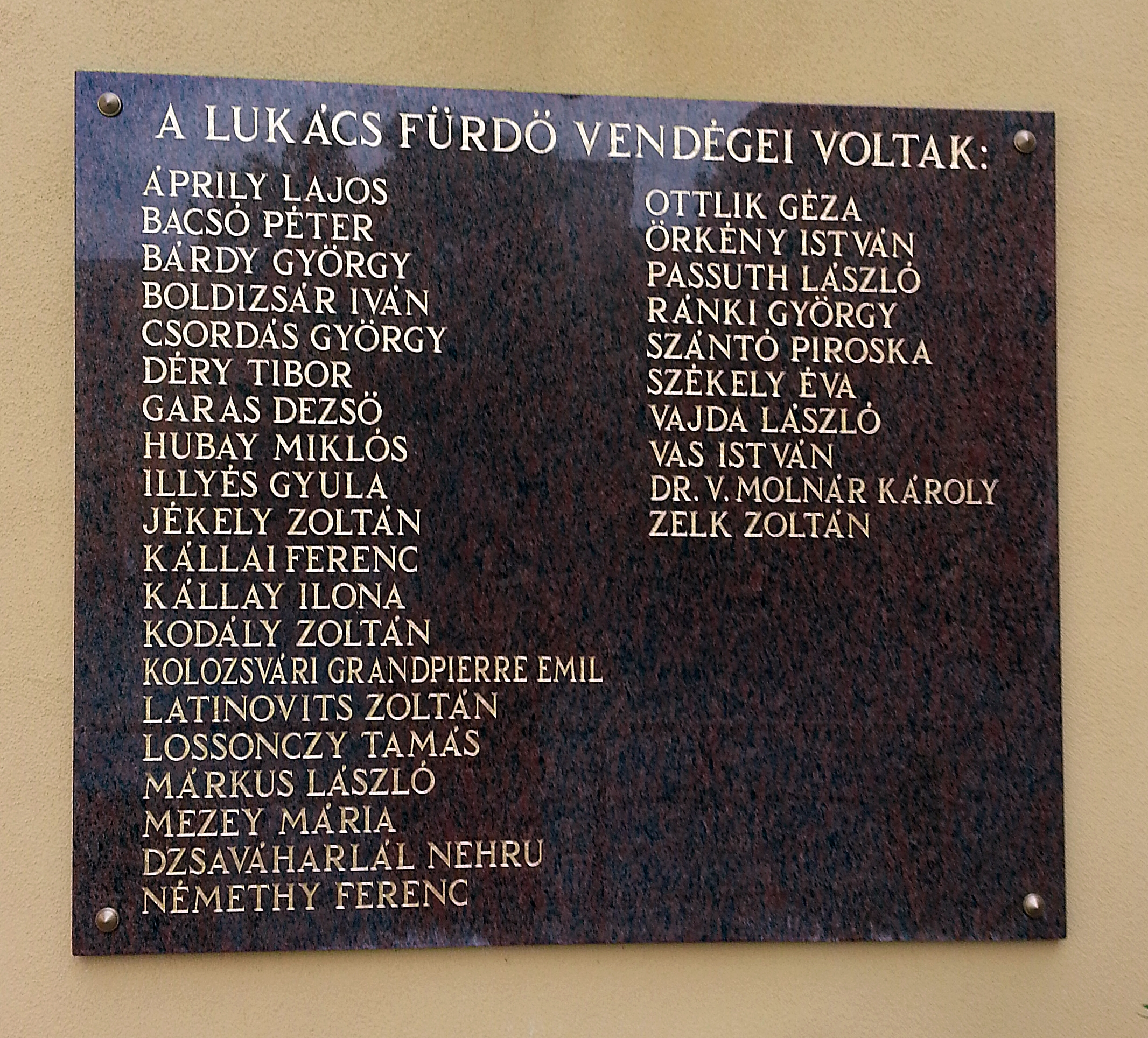
és emléktáblája
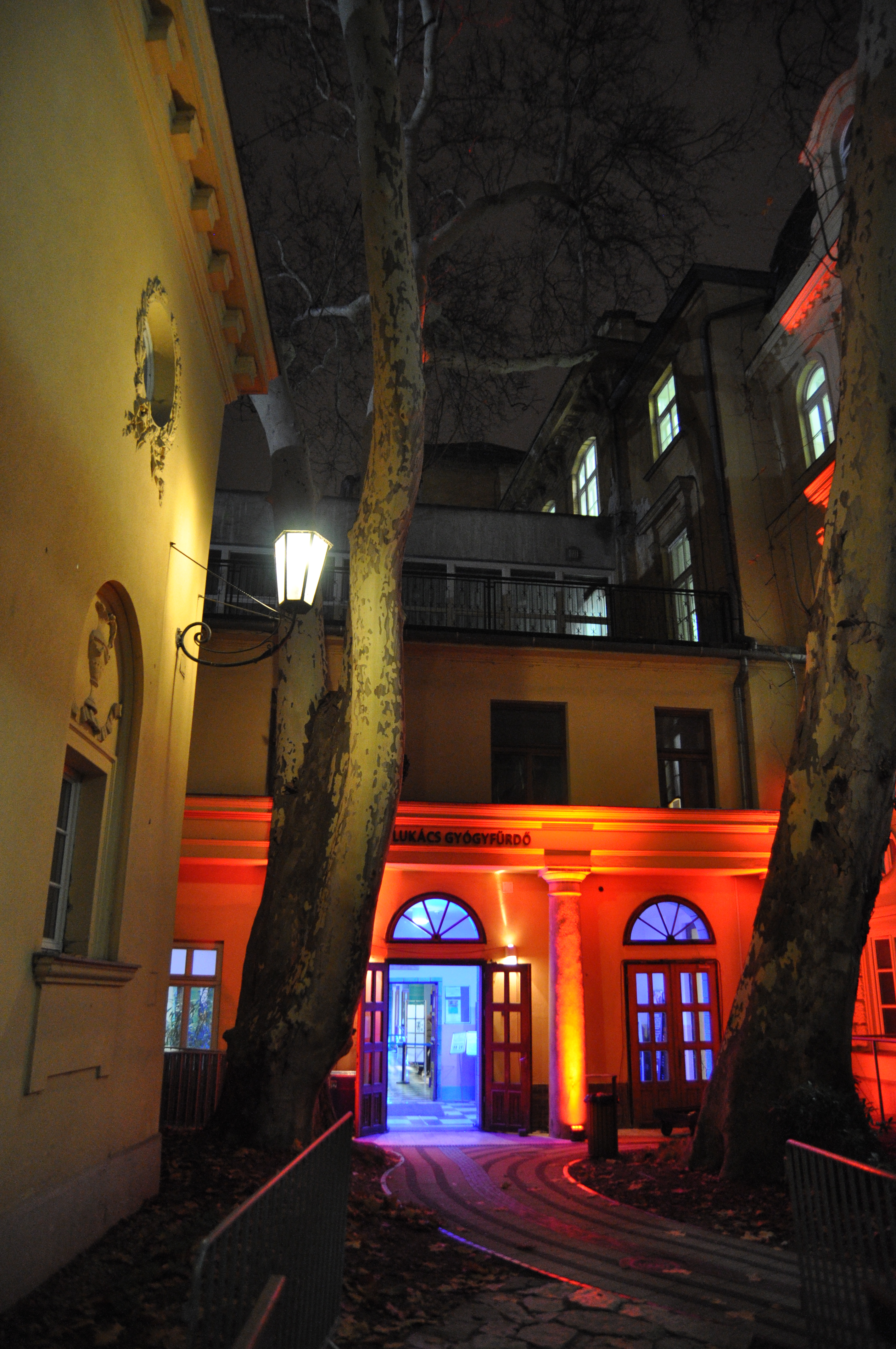
Bejárat
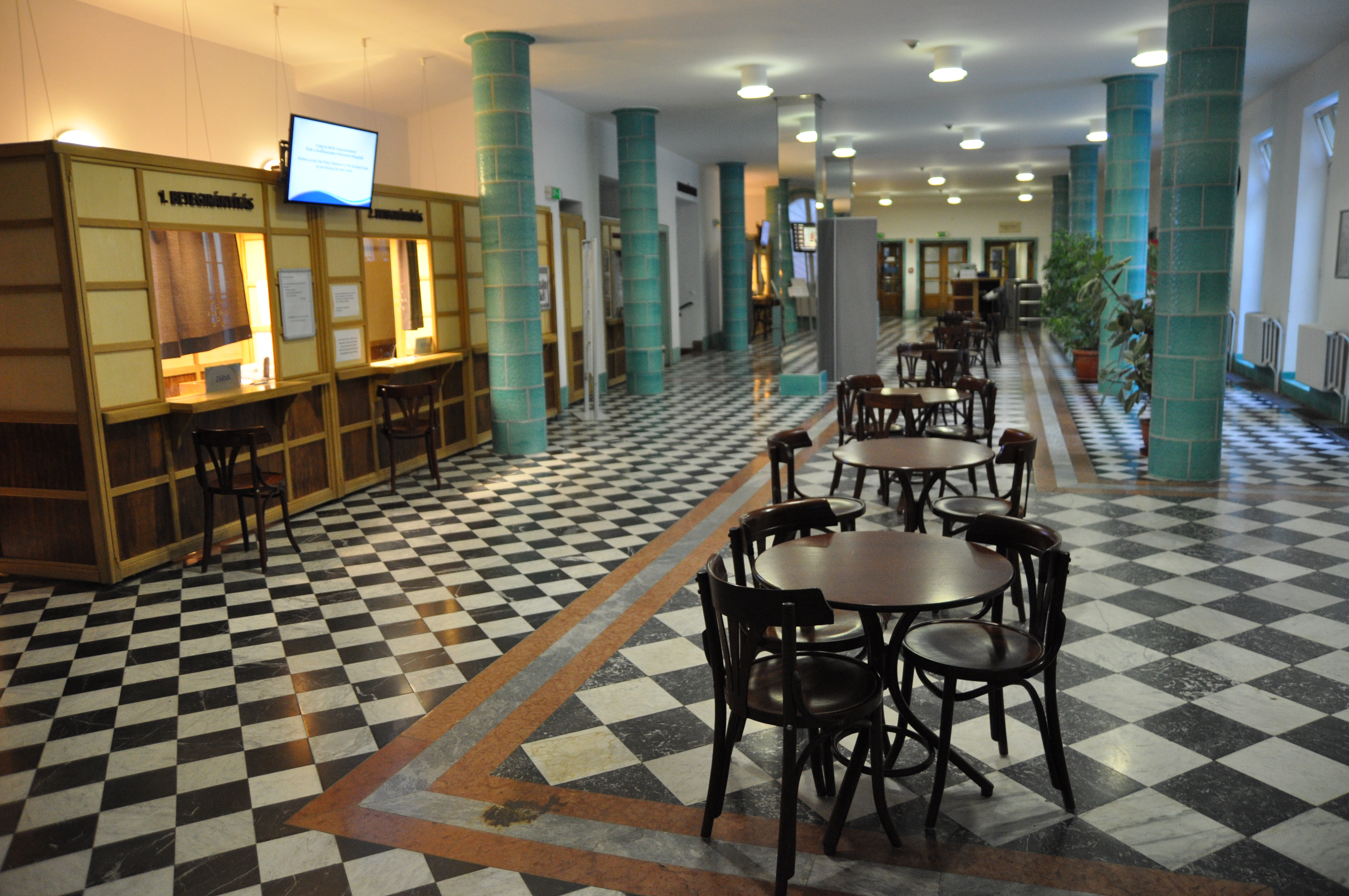
Előcsarnok
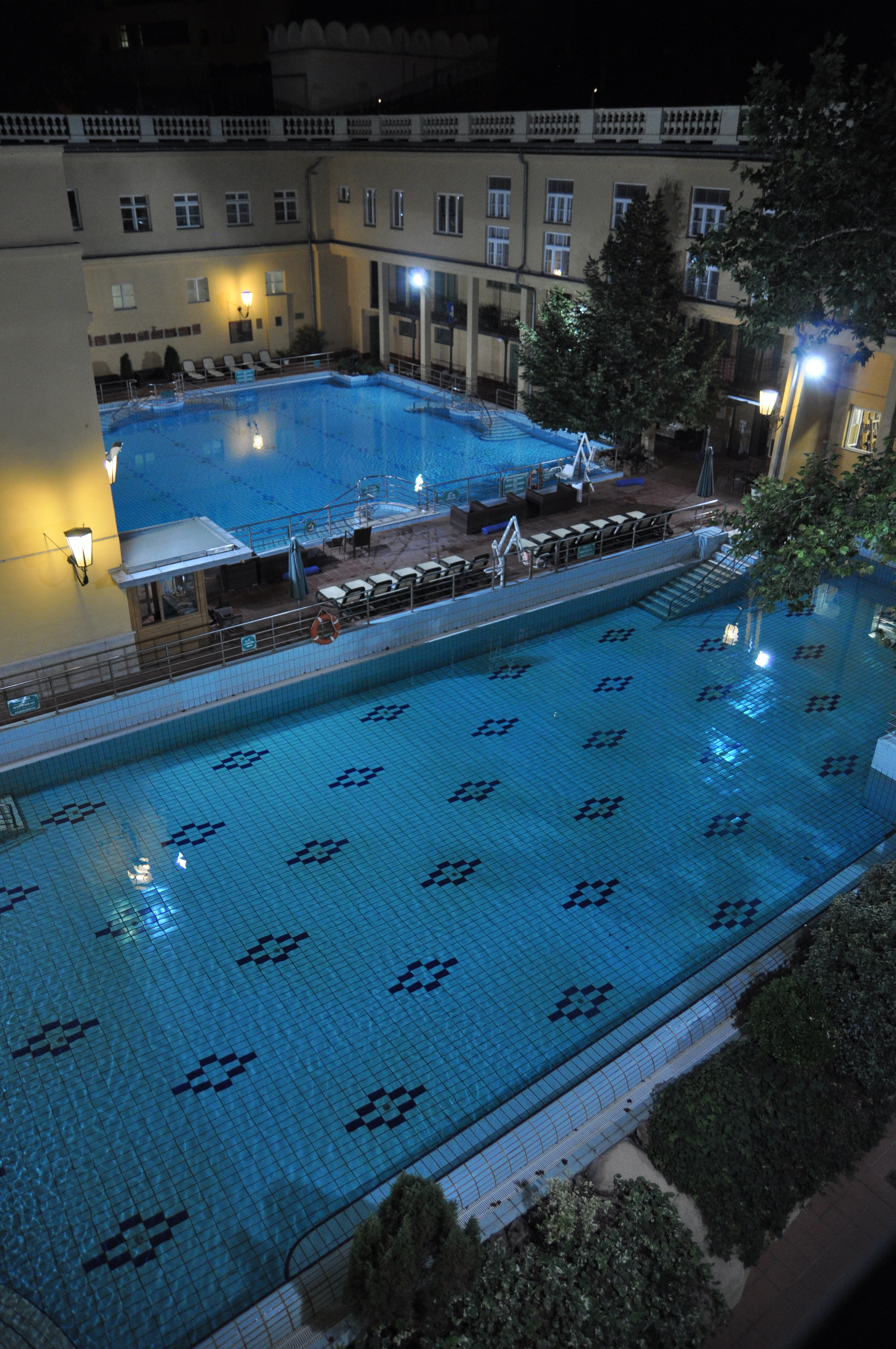
Úszómedencék
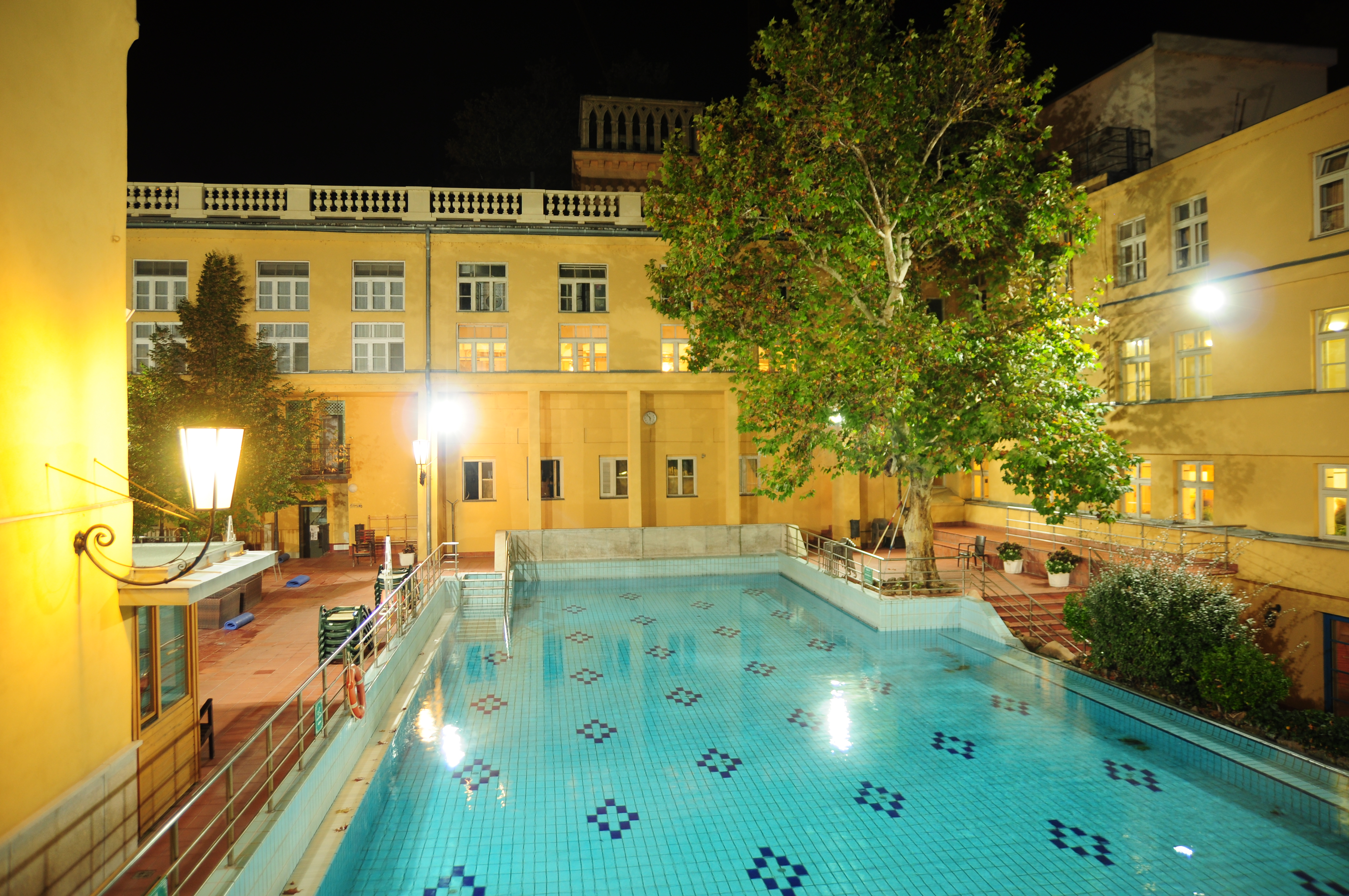
26 ℃-os (női) medence
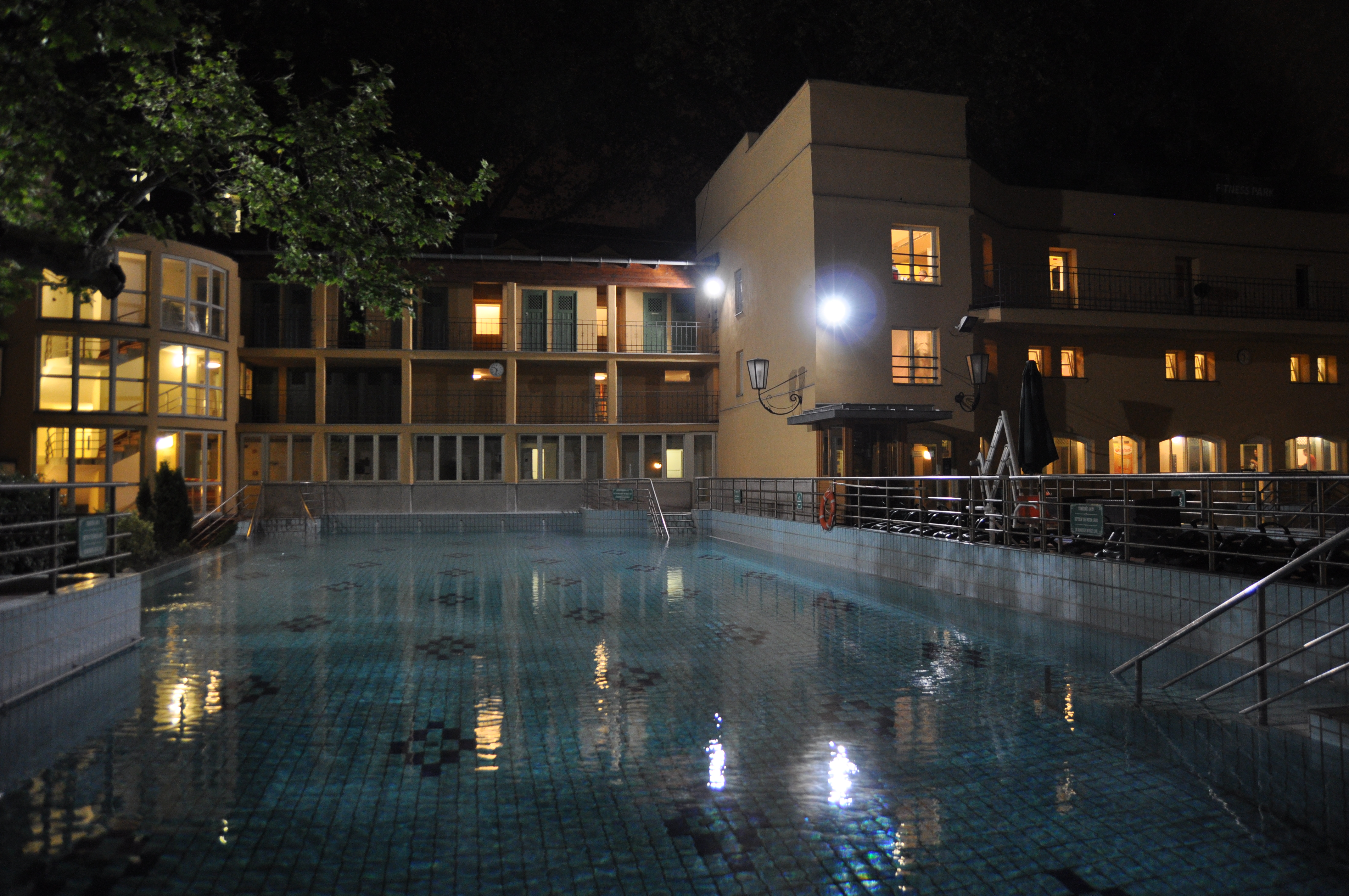
26 ℃-os (női) medence
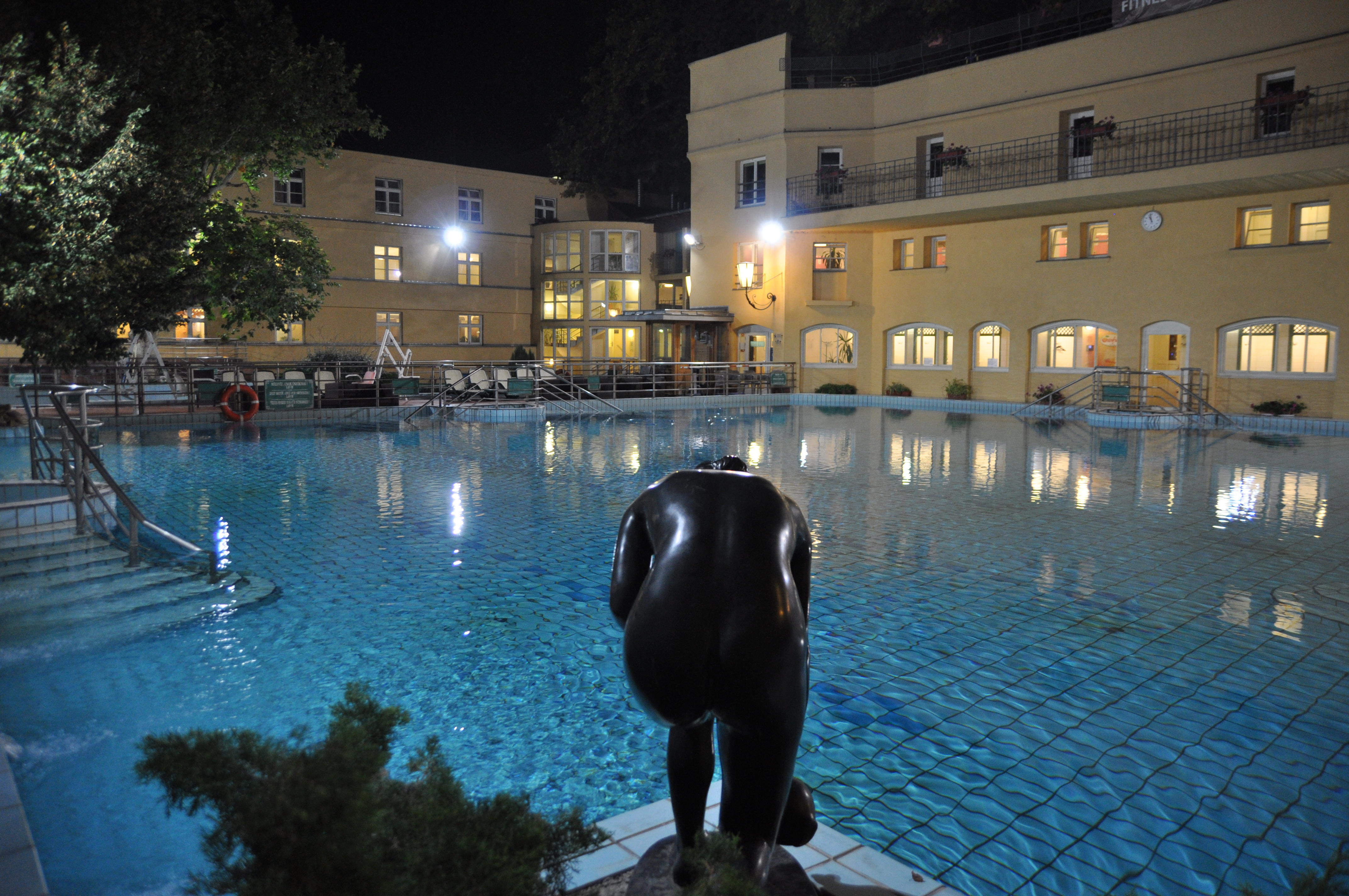
22–24 ℃-os (férfi) medence
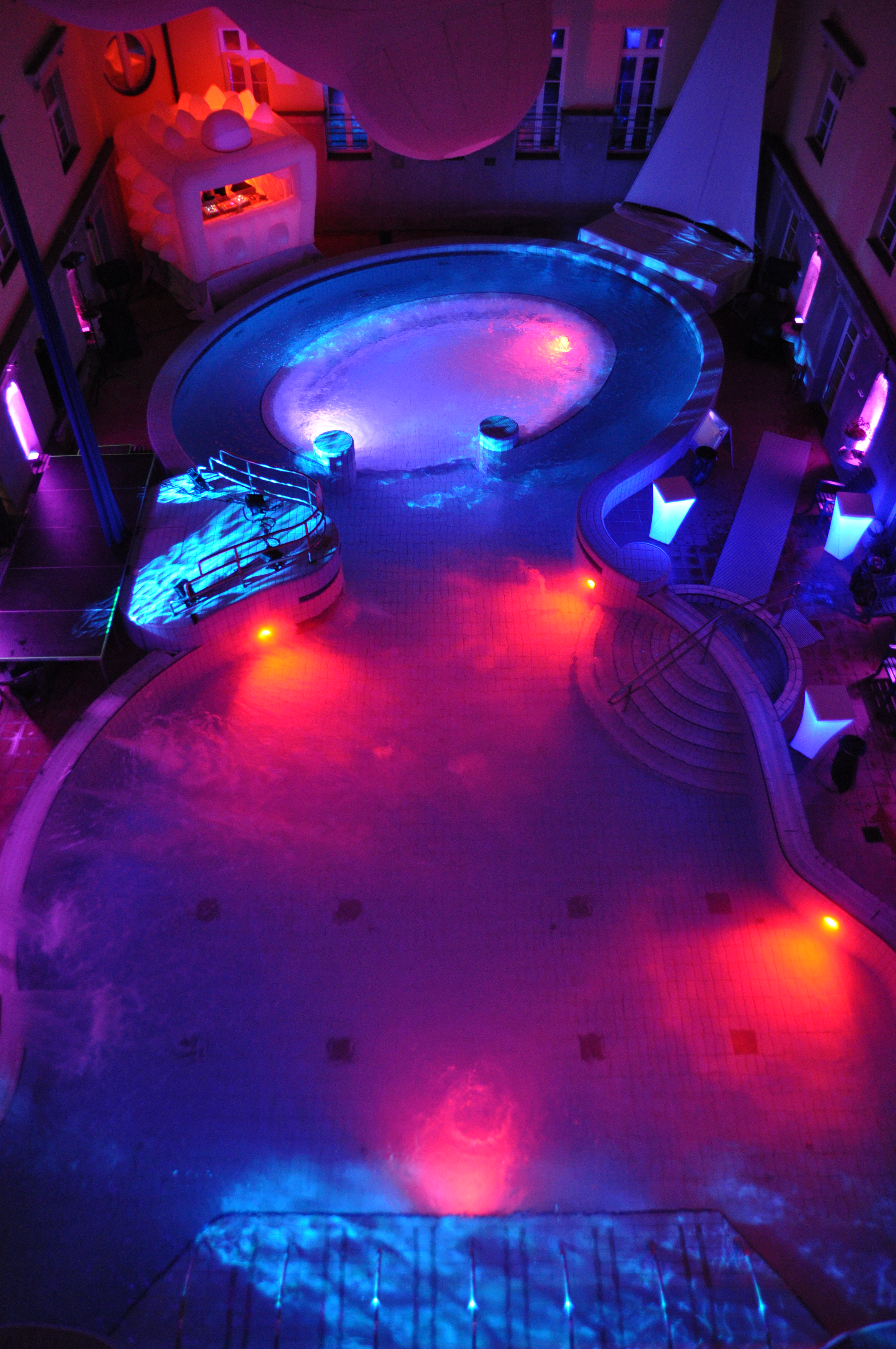
Élménymedence
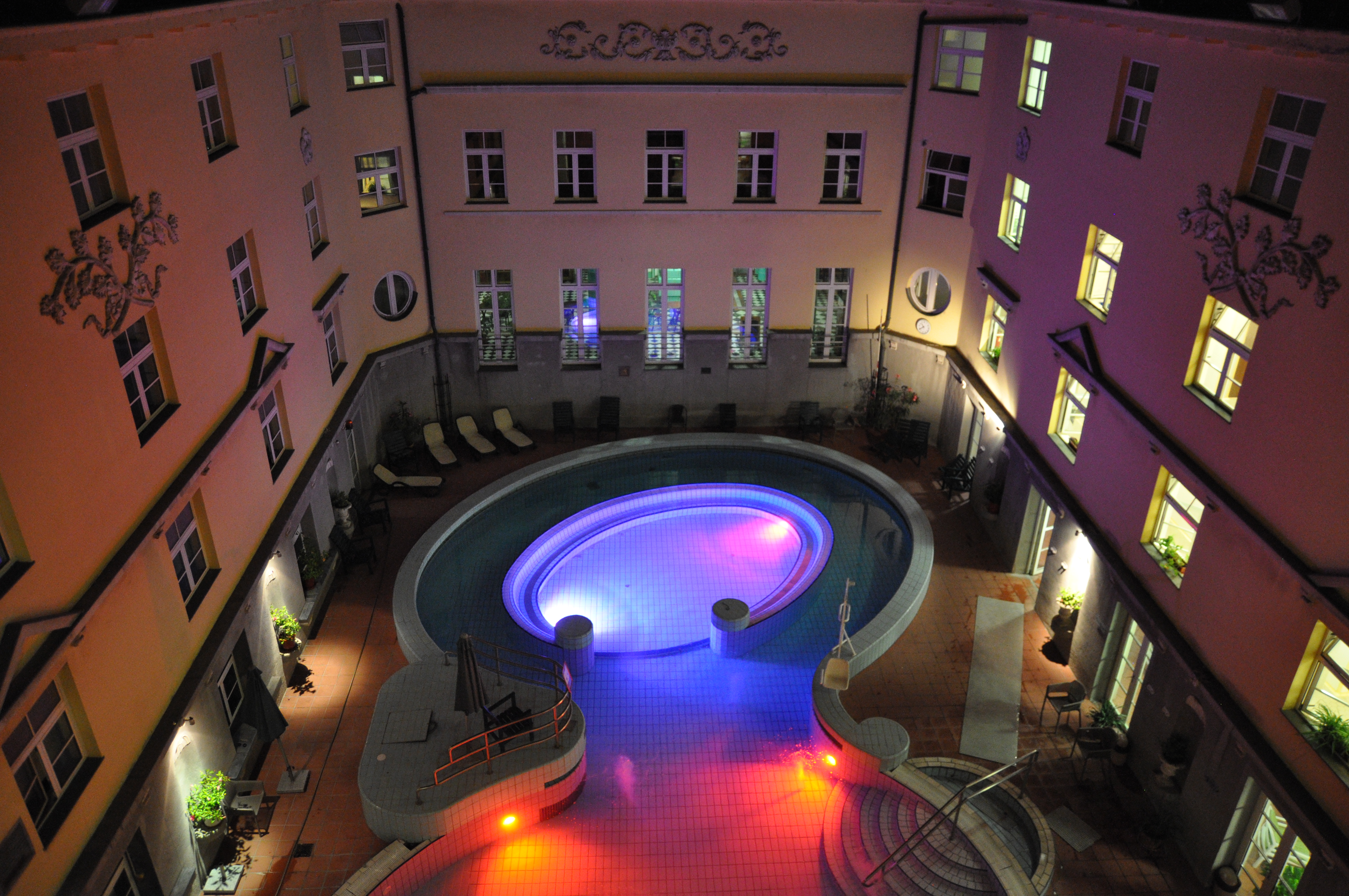
Élménymedence
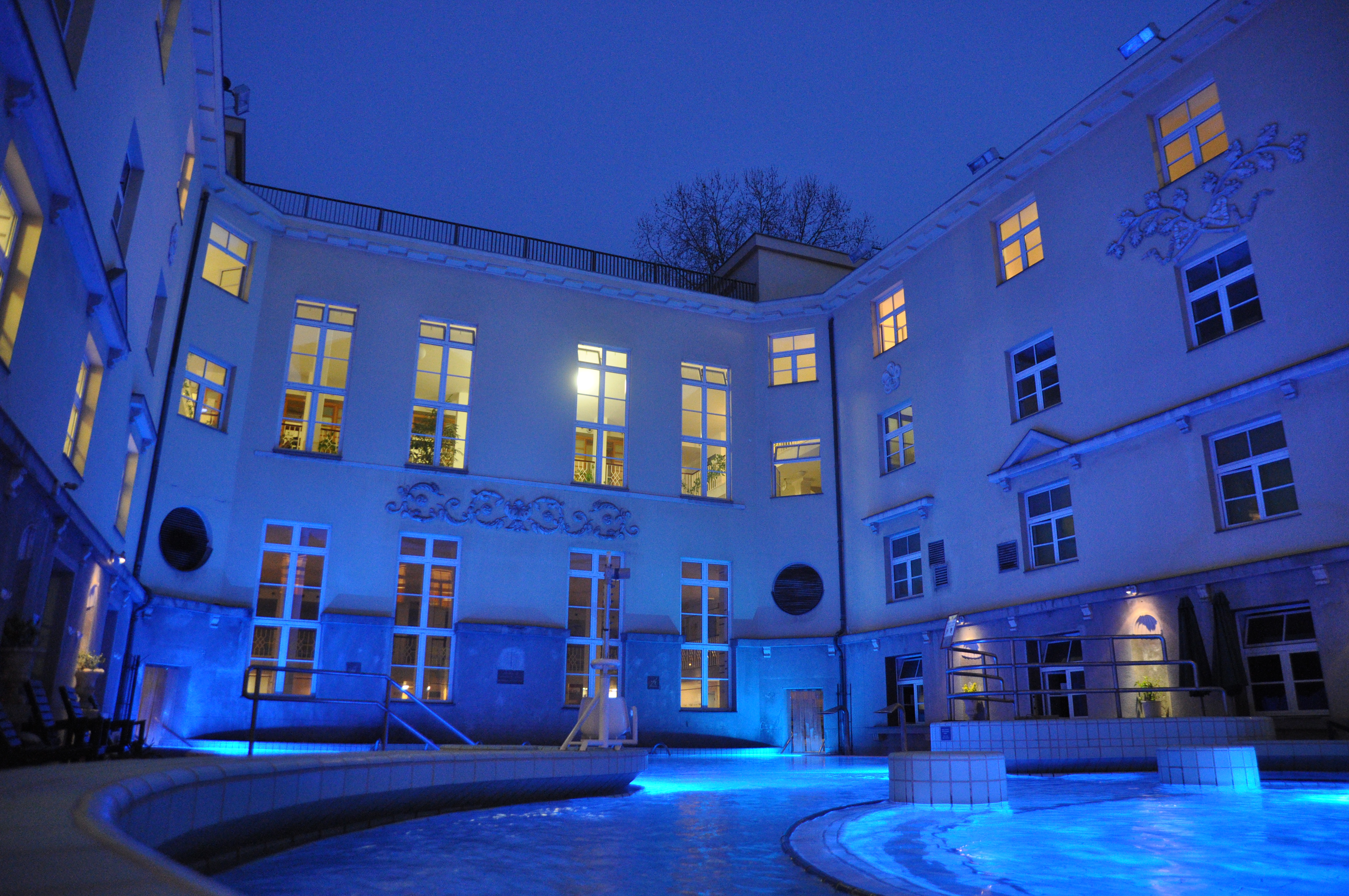
Élménymedence
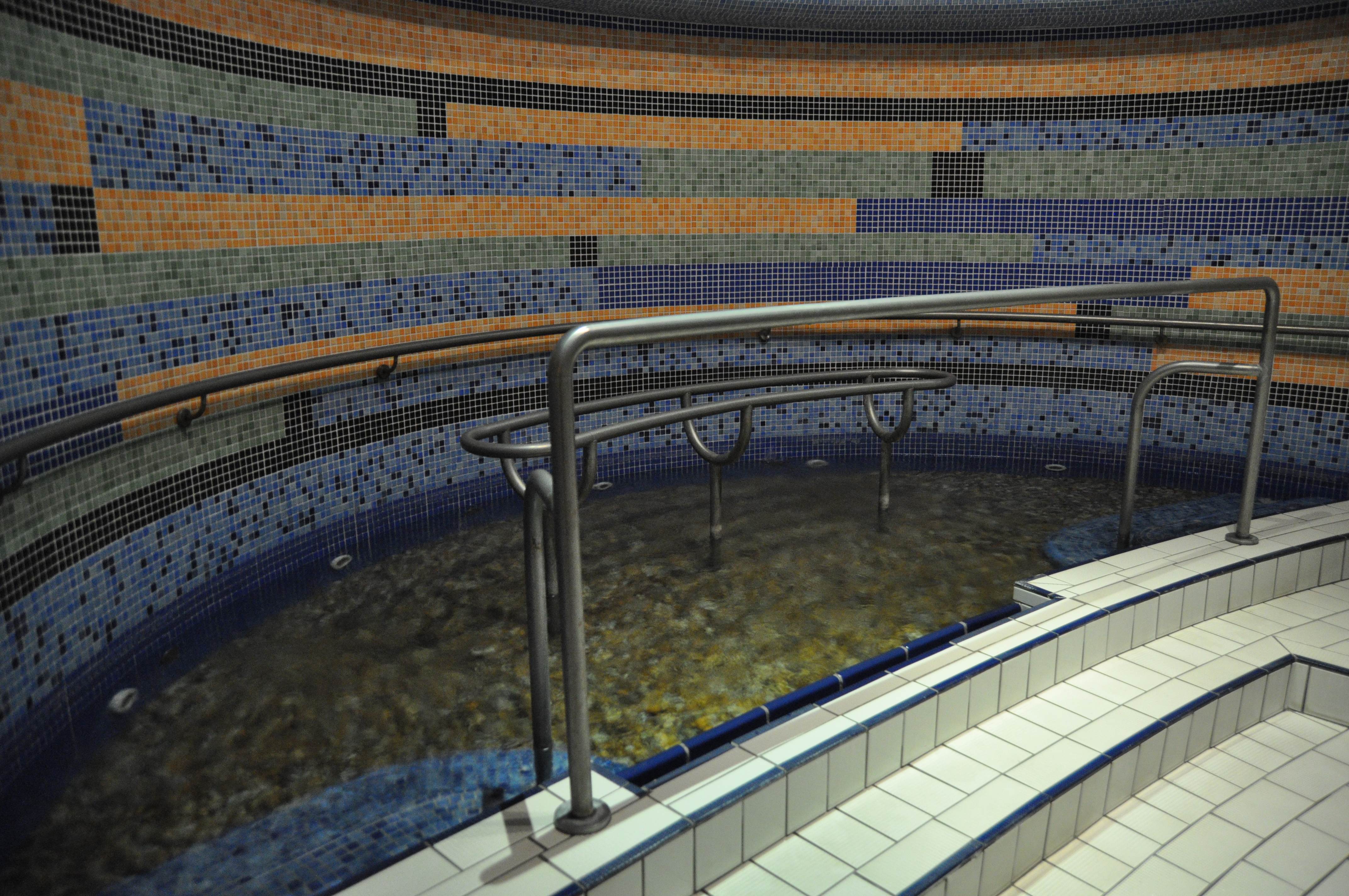
Kneipp medence
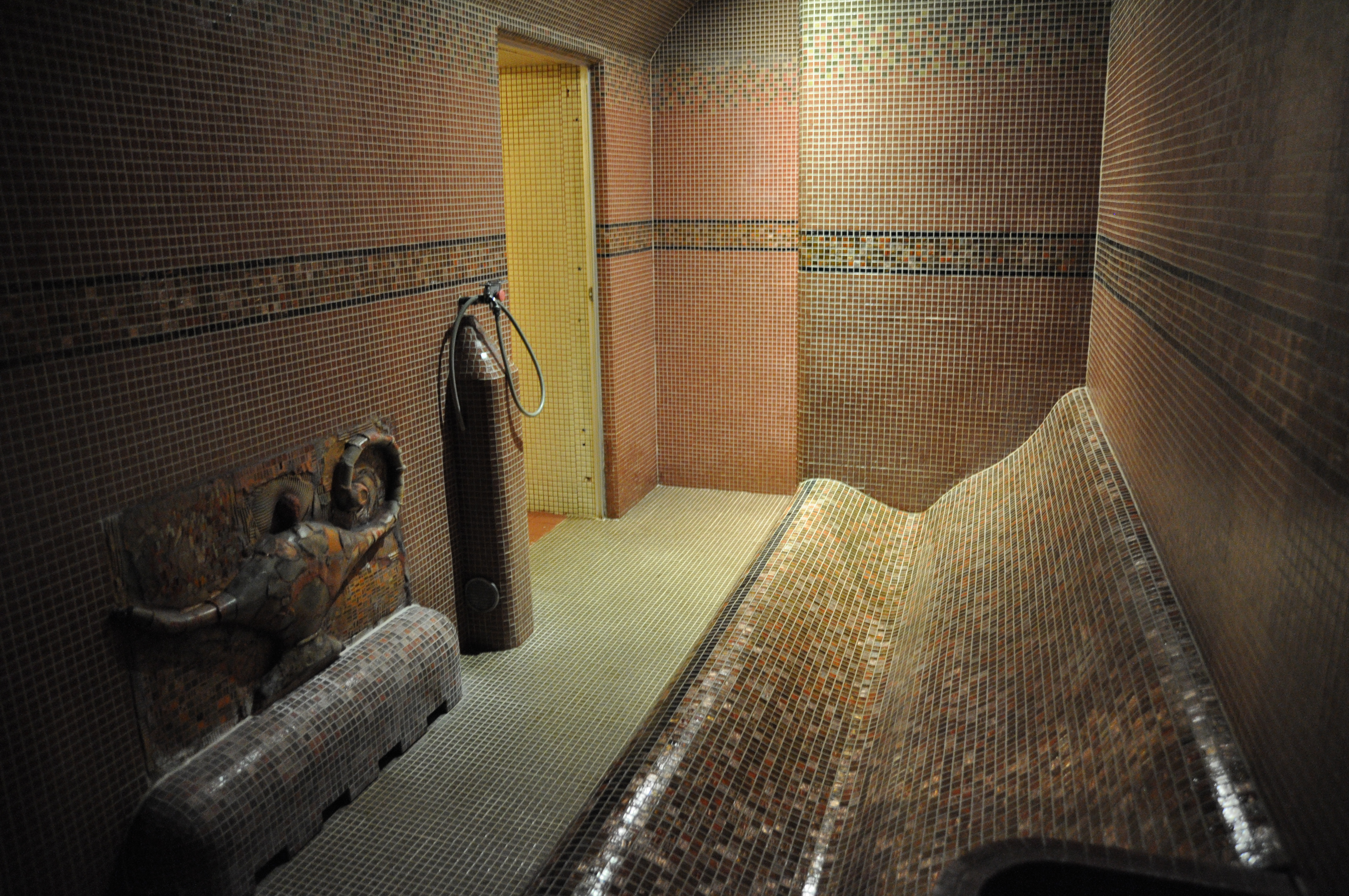
Gőzkabin
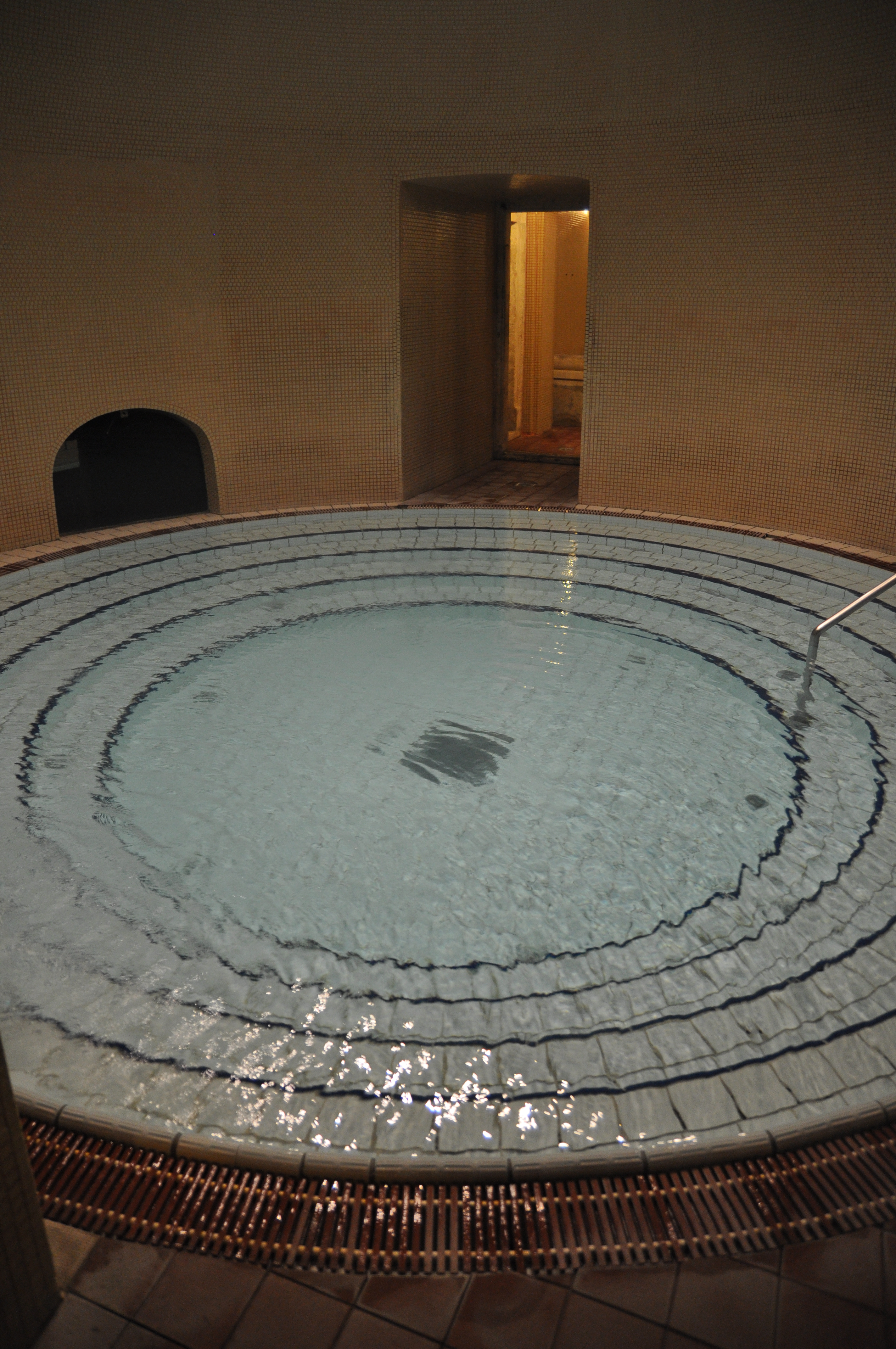
40 °C-os termál medence
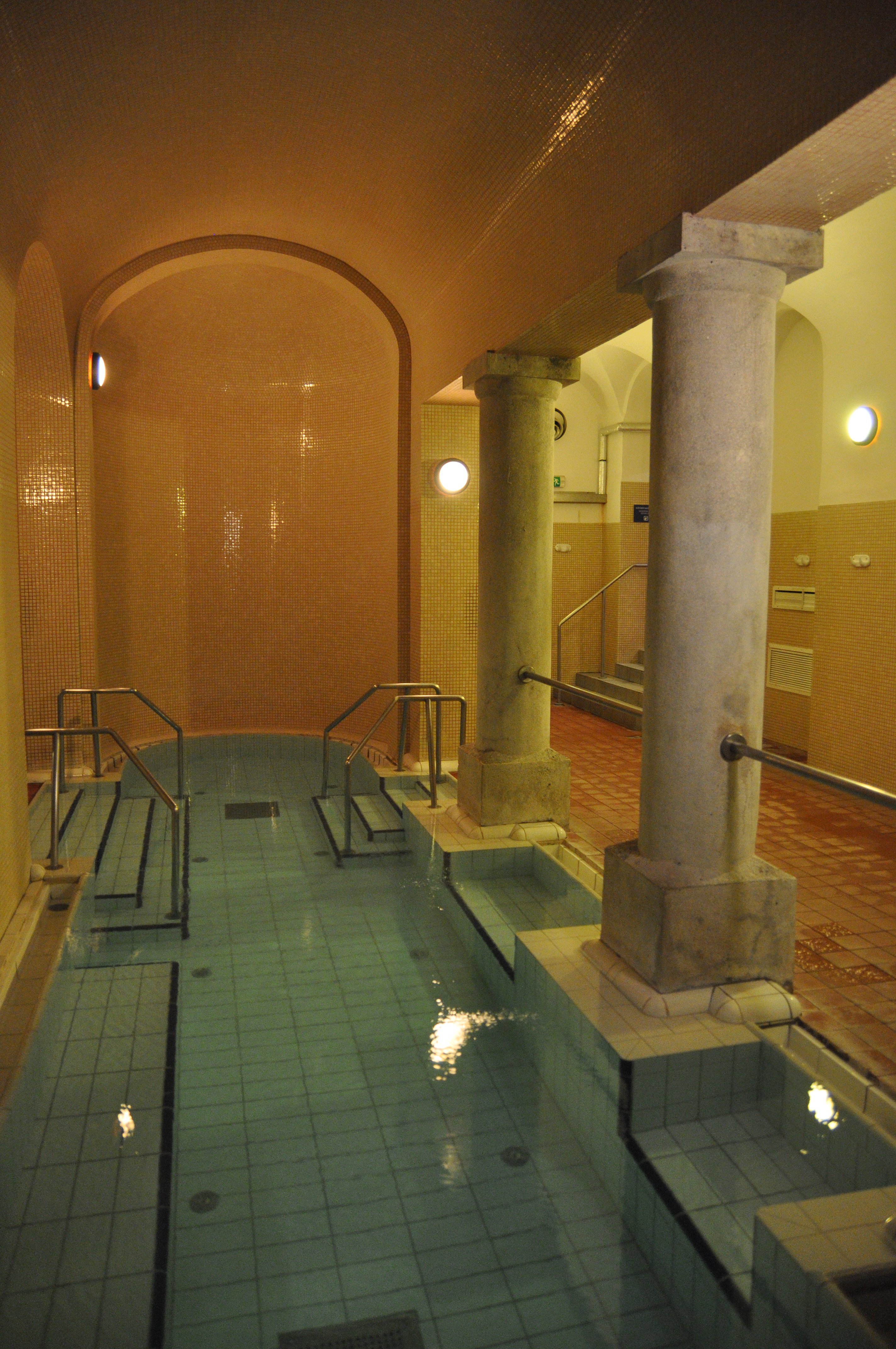
A korábbi 36 °C-os, jelenleg 32 °C-os medence
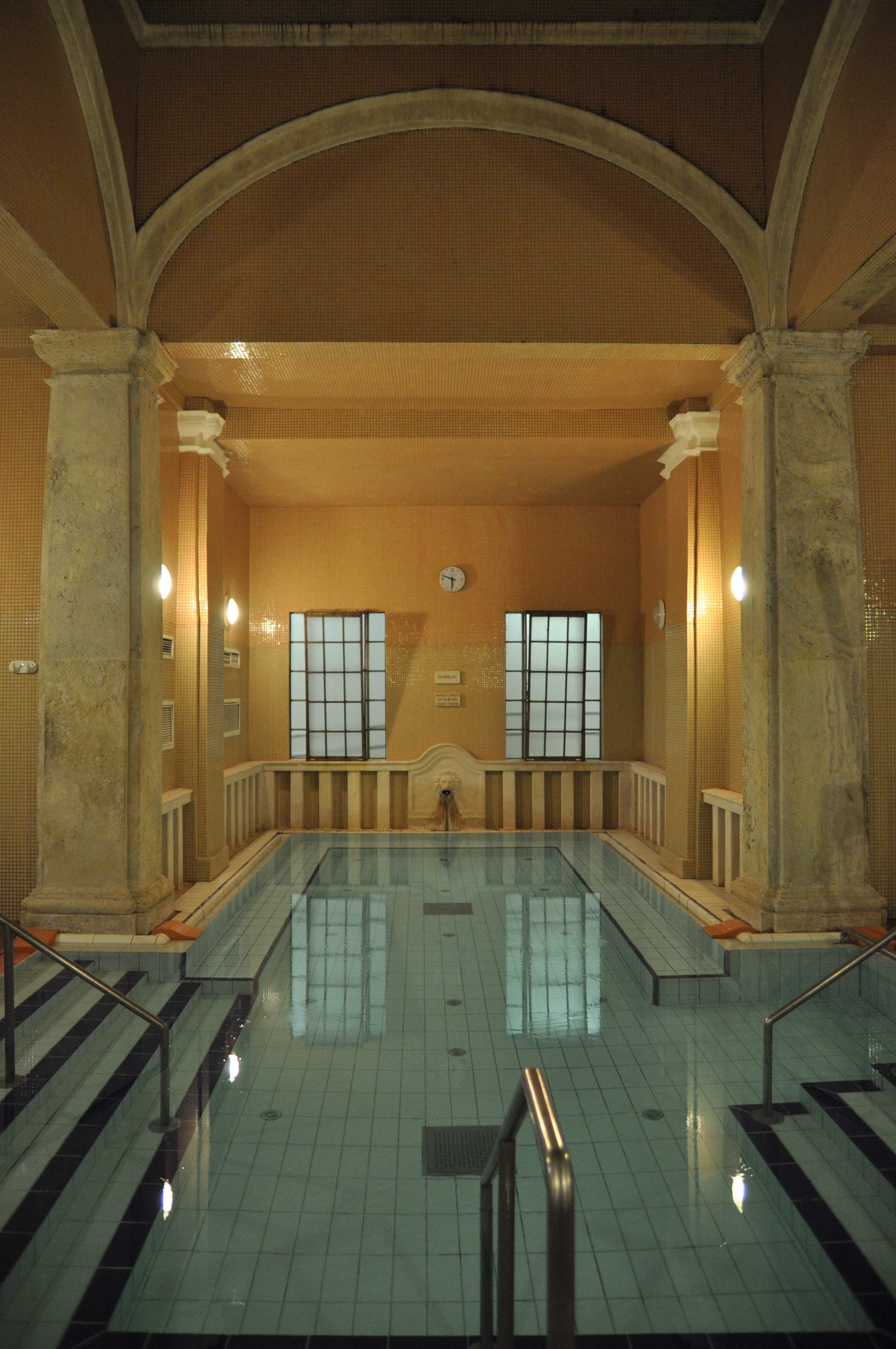
A korábbi 32 °C-os, jelenleg 36 °C-os medence
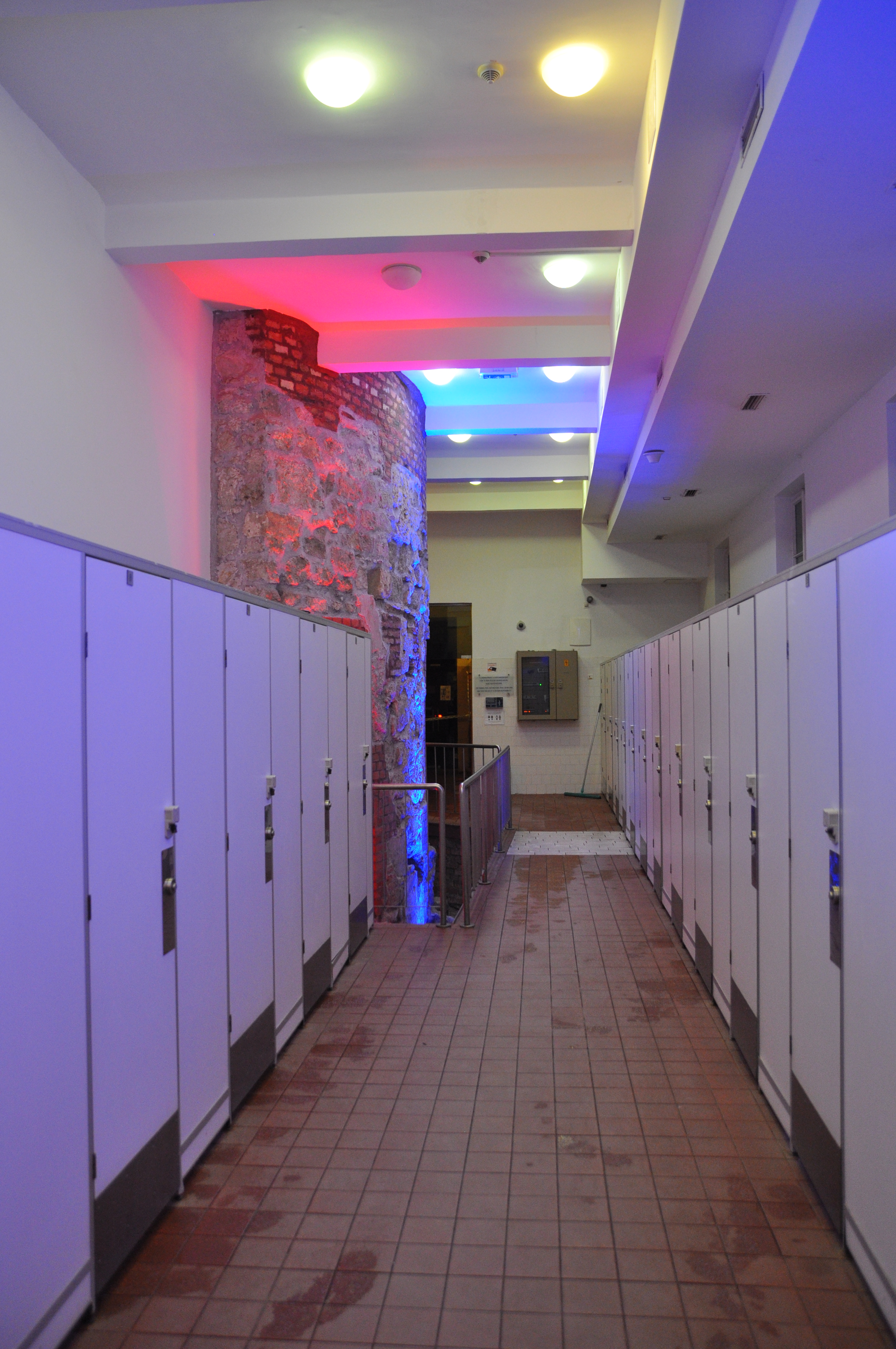
Kabinok
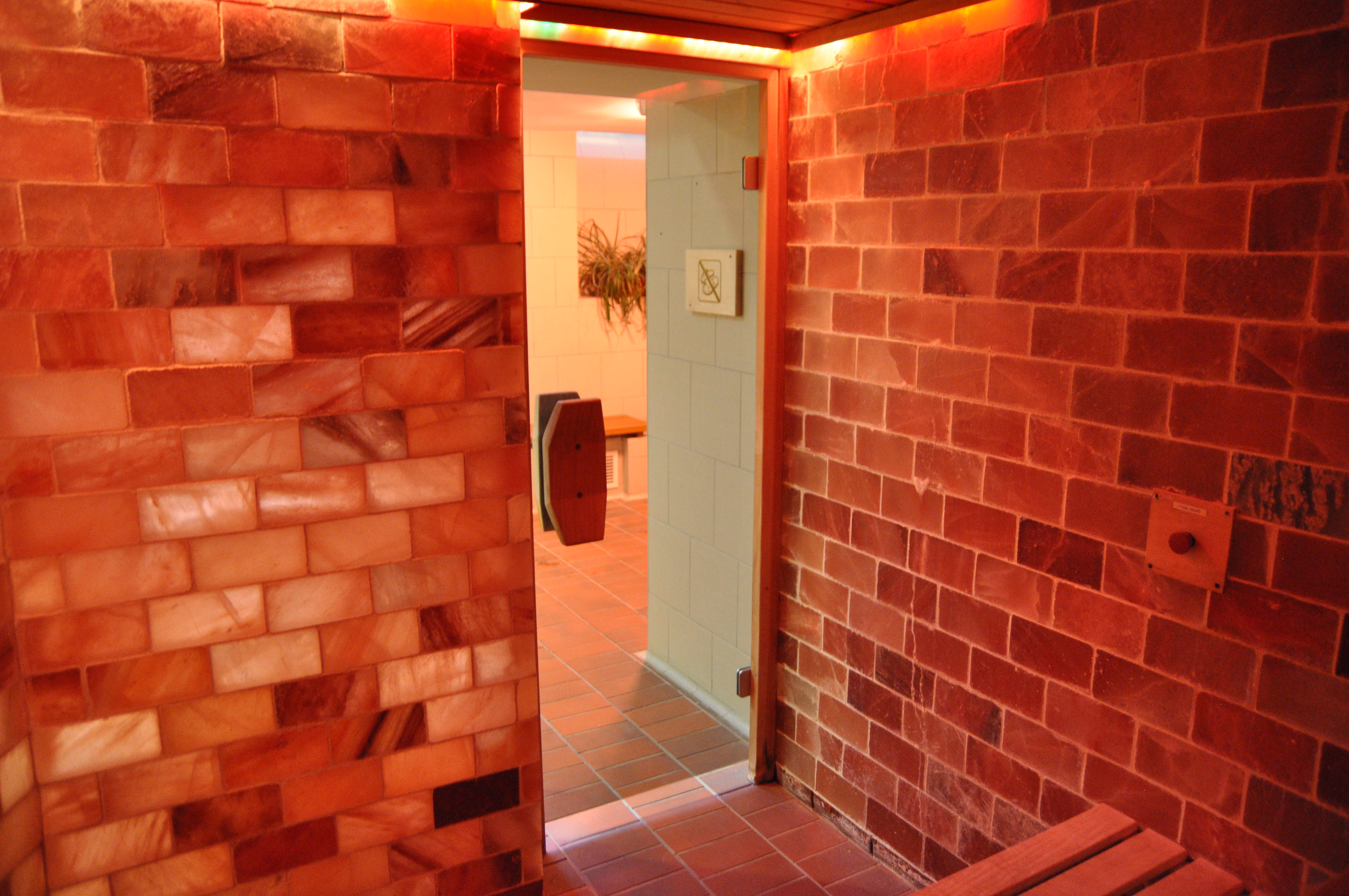
Sókristály szauna
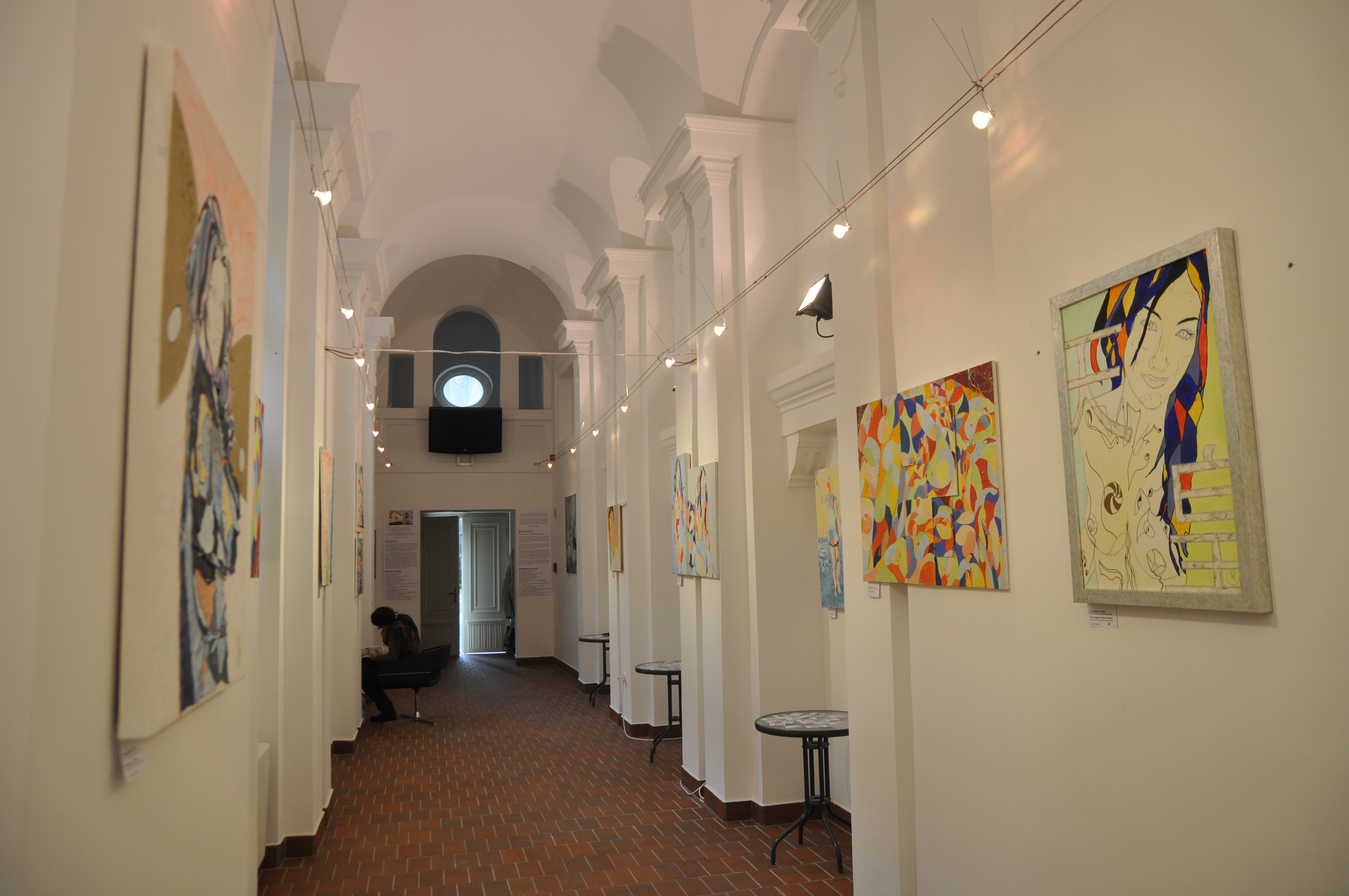
Galéria
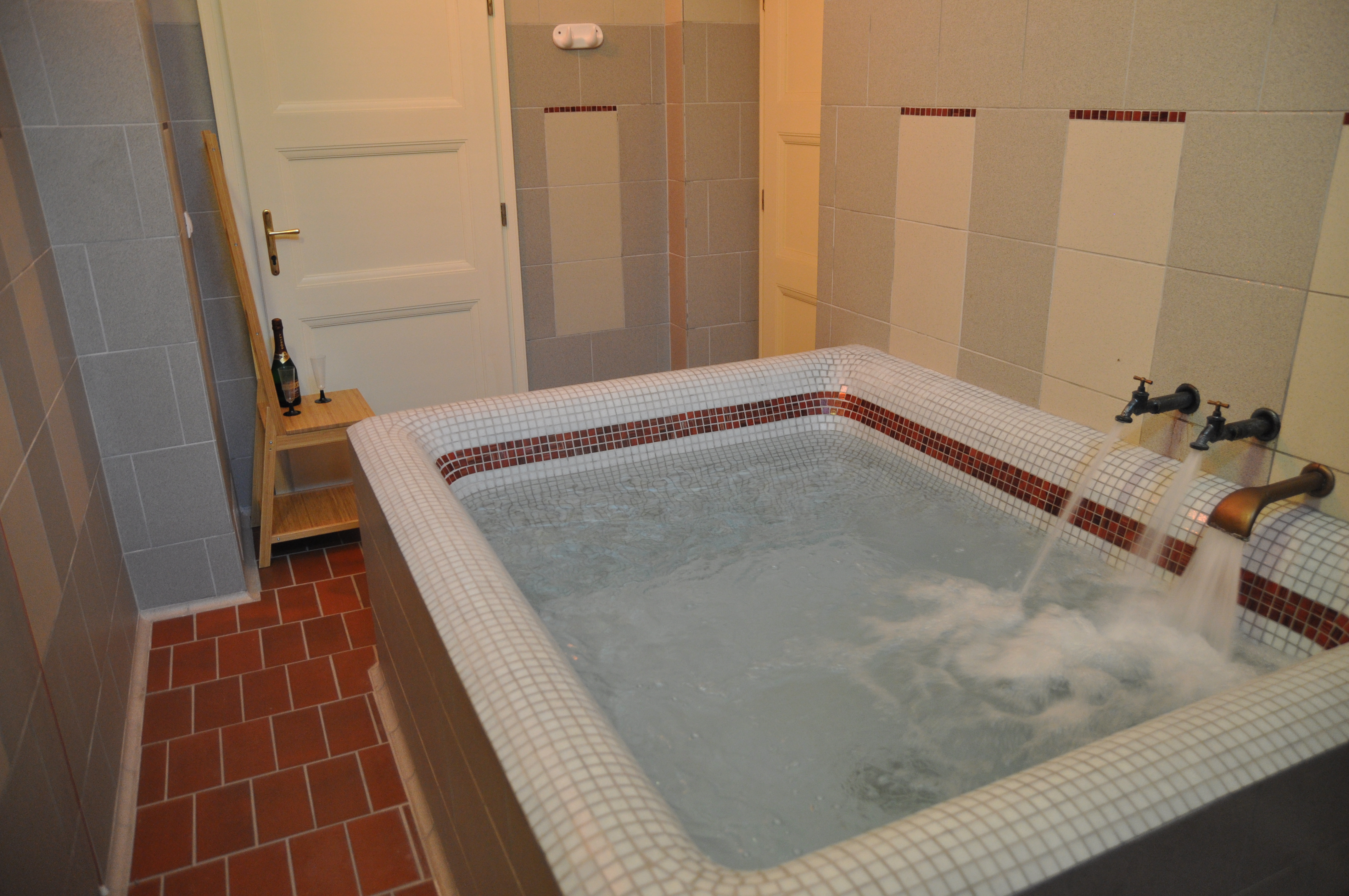
Bíbor díszkád